# 윤치호의 사상

1945년, 말년의 윤치호.

본 문서는 윤치호의 사상에 대하여 설명한다. 독립협회와 계몽운동 당시 윤치호는 무지한 조선의 민중을 계몽으로 새롭게 거듭나게 할 수 있었다고 생각하였다. 이는 그가 미국 유학 당시 기독교에 입교하고 교리를 배우고 서구의 사상을 접하면서 이를 조선에 받아들여 사회를 바꿀 수 있다고 봤기 때문이다.
그러나 독립, 계몽운동이 실패로 돌아간 원인을 그는 민중의 무지함 때문이라 보았고 이는 후에 조선이 일제 식민지가 되는 것을 당연한 징벌로서 인식하게 되었다. 계몽과 개혁으로 근대 한국이 소생할 기회를 한국인 스스로 저버렸다고 판단한 그는 독립운동에도 회의적인 시각을 품게 되었다.

## 교육 입국론
윤치호는 교육의 힘이 쓰러져가는 나라를 다시 일으켜 세울 수 있는 지름길, 기틀이라고 봤다. 그에 의하면 철없는 젊은이들에게 독립운동을 선동하는 것보다, 농업, 공업 등의 기술, 의술, 역사, 문화, 예술, 인문소양, 국어 등을 가르쳐서 무지함을 일깨우는 것과 종교 생활로 인도하는 것이 독립운동에 뛰어들도록 선동하는 것보다 더 큰 애국이라고 봤다.
| “ | 가난한 소년을 그의 아버지보다 더 똑똑하게 만들려고 학교에 보내는 사람이야말로, 정치적 소요를 위해 학생들을 선동하는 이들보다 더 많이 기여하는 것이다. 오도(誤導)된 사람을 성실한 종교적 삶을 인도하는 사람이야 말로, 우매한 민중에게 만세를 부르도록 만들어 감옥으로 가게 하는 이보다 우리 조선 민족에게 더 크게 기여하는 것이다. | ” |

이러한 확신에 따라 그는 가난한 고학생들의 학비와 장학금을 대가 없이 지급해 주었고, 해외에 유학을 가는 학생들이 자신을 찾아오면, 유학 목적이 무엇이고 배우는 것이 무엇인가를 묻고 학비를 대 주었다. 그는 조선이 일본의 식민지가 된 것을 무지함의 탓으로 보고, 배우고 알고 깨닫는 것이 정치적 독립 이전에 선행되어야 된다고 봤다. 무지한 상태로는 독립이 된다 하더라도 다시 다른나라의 식민지가 되리라고 내다봤다.
그러나 그는 공산주의나 마르크스, 레닌 이념 교육에 대해서는 상당히 비판적이고 부정적이었다. 공산주의에 대해 '한낱 이상에 불과한 이념을 현실세계에서 구현하겠답시고 자기 나라를 지옥에 빠뜨려, 끝내 이상이란 게 실현 불가능하다는 걸 입증하고 말았다'라고 지적했다.
그는 학생들에게 공부를 하되 공산주의 이념에는 절대 빠지지 말라고 거듭 권고했다. 윤치호는 동경에 있는 조선 유학생들이 사회주의 사상에 빠지는 것을 두고 "(그들의) 게으른 혓바닥을 굴리는 데 사회주의는 참으로 이상적인 분야"라며 비판했다. 그는 공산주의와 마르크스, 레닌 이념 교육은 자신의 게으름을 합리화시키는 자기 합리화의 수단에 불과하다고 못박았다.

### 청년 지원
윤치호는 교육을 통해 무지한 사람을 깨우치는 것이 사회 발전의 첫걸음이라 진단했다. 사회활동과 계몽운동 외에도 윤치호는 기독교 신앙·선교활동에 적극적이었고, 불우한 청년들에게 비밀리에 학비를 대거나, 유학 비용을 부담해주거나 장학금을 전달하기도 했다.
윤치호는 젊은이들이 다양한 세계와 사상을 접하고 눈뜨게 하는 것이 중요하다고 보았다. 다양한 사상과 학문, 세계를 보고 접하고 느낄 것을 강조했다. 다만, 이른 나이에 어떤 편견을 가진 사람과의 만남은 그 젊은이의 영혼과 정신세계 형성에 가장 치명적인 독이 된다고 봤다.
그는 늘 YMCA(중앙기독교청년회)와 한영서원, 그밖에 각지에 연사로 초빙될 때 청년들에게 다양한 사람을 만나고, 다양한 세계와 사물을 접하되 편견과 독선을 가진 사람이나 집단을 되도록 멀리하라고 충고하였다. 또한 젊은이들이 외국 여행 중 받을 피해와 상처를 예상, 외국인도 우리와 같은 인간이라는 사실은 변함이 없지만, 외국은 한국과는 엄연히 다르며 외국을 여행할 때는 그 나라의 관습이나 역사, 국민성을 반드시 사전 조사한 다음에 가는 것이 안전하다고 지적했다.
윤치호는 실력 양성이라는 그 자신의 신념 때문이었는지 자선사업 목적에서였는지는 불확실하나, 여러 고학생과 유학생들을 후원하거나 꾸준히 장학금을 지원해 주었다. 그러나 윤치호는 뒤에 자신이 지원한 학생들에게 빚을 갚으라는 요구는 하지 않았다.

#### 한경직 일화
그가 후원하던 학생들 중에는 한국 기독교 원로 목사 한경직도 있었다. '한경직 목사가 젊은 시절 숭실대학을 졸업한 후 모든 유학 준비가 완료되는 중에 마지막으로 매우 중요한 문제는 여비문제였다. 남강 선생을 찾았다. 소개서 두통을 써 주었다. 한통은 K 선생에게 또 한통은 윤치호 선생에게였다. 먼저 K 선생을 찾아갔다. 일언에 거절을 당하였다. 다음은 윤 선생을 찾아갔다. 자세한 설명을 들은 후 윤 선생은 쾌히 돈 100원을 주셨다. 그때 돈 100원이면 우리나라에서 미국까지의 선임이었다. 큰돈이었다. 당시 윤 선생의 말은 "공부가 끝나면 꼭 한국으로 돌아 와서 조국을 위하여 일해야 하오. 이 돈을 후에 꼭 갚겠다고 하지만 그럴 필요는 없어요. 꼭 갚기를 원한다면 나 아닌 다른 사람에게 같은 뜻으로 도와주면 될 것이오." 하였다는 것이다.
귀국 후 한경직은 한번도 이 고마운 돈 100원을 잊은 일이 없다고 한다. 귀국 후 교회건축, 6.25 동란 등 여러 어려움때문에 도무지 여유가 없었던 한목사는 부인 김찬빈 권찰이 세상을 떠나기 3년 전 비로소 이 돈 갚을 생각을 하게 되었다고 한다. 윤치호의 아들 윤영선이 당시 농림부 장관에 있을 때 이기에 그 돈을 그분에게 갚기로 생각하고 부인이 내놓은 돈 100만원을 가지고 윤 장관을 찾았다. "한목사님 내가 어떻게 이 돈을 받을 수 있겠습니까? 도저히 받을 수 없습니다." 하고 완강히 거절하였다. 한 목사는 "내 생각도 좀 해주셔야 하지 않겠습니까? 선친의 뜻을 받들어 좋은일 하실 때에 보태 쓰시면 되지 않겠습니까? 하고 간신히 전달하였다는 것이다.
그러나 한경직 자신은 은혜를 갚았다는 생각을 해 본적이 없노라고 한다. '고마운 분의 고마운 뜻은 영원히 갚을 수도 없지만 영원히 잊을 수도 없다고 한다. 마음비에 새겨 두고 그 뜻을 본받아 살고저 하는 노력이 있을 뿐이다.`

#### 홍난파 사례
음악가 홍난파 역시 그가 후원하던 학생들 중의 한명이었다. 홍난파는 그의 형 홍석후를 통해 알게 되었다. 홍난파는 그에게 계속 후원을 받았는데, 하루는 그에게 바이올린을 살 비용을 달라고 하였으나 윤치호는 그의 요청을 거절하였다. 윤치호는 그와의 일화를 다음과 같이 기록하였다.
| “ | 홍영후(洪永厚 · 난파)의 편지를 읽고 부아가 치밀어 올랐다. 작년 1~2월쯤 도쿄에 가서 음악공부를 할 수 있게 도와달라고 그가 간청한 적이 있었다. 그래서 그에게 100원을 주었다. 9월 언제쯤인가 또 다시 수표로 100원을 주었다. 나중에 50원을 더 주어서, 유학비용으로 모두 250원을 대주었다. 한 달 전 그가 다시 편지를 보내와 바이올린을 사게 250원을 보내달라고 청했다. 공부하는 중에 250원짜리 바이올린을 사는 건 내 아들이나 동생이라도 절대 승낙할 수 없는 일이다. 그래서 부탁을 들어줄 수 없다고 답장을 썼다. 남에게서 돈을 받아 공부하면서 생활비 전액을 대달라고 하는 것이나, 고학생이 250원짜리 바이올린을 갖고 싶어한다는 건 도저히 말도 안 되는 발상이었다. 그런데 오늘 배달된 편지에서, 그는 구두쇠의 죄악에 대해 내게 일장연설을 늘어놓았다. 그는 조선의 부자들이 가난한 사람들을 억압하고 있다고 비난하고, 자기 재능을 계발할 만한 아무런 수단이 없는 조선의 천재들과 영웅들의 운명을 비관했다. 그는 볼셰비키들과 공산주의자들이 정당한 약탈자들이라고 강변하고 부자들이 혼자서 자기 재산을 누릴 수 없는 때가 곧 올 거라고 협박까지 했다. 조선 청년들의 수준과 은혜에 보답하는 그들의 마음이 어떤지를 적나라하게 보여주는 녀석이었다. | ” |

## 노비 해방과 신분제 폐지
1895년 2월, 미국 유학을 마치고 귀국한 윤치호는 즉시 자신의 노비 문서를 태우고 즉시 노비를 석방시켰다. 이때 윤치호는 자기 집 노비문서도 불태웠다. 윤치호는 아버지 윤웅렬과 숙부 윤영렬에게도 인간의 평등함을 역설하고 노비의 석방을 설득하여 1905년, 윤웅렬과 윤영렬도 함께 노비문서를 불태우고, 자기 집의 노비에게 모두 재산을 나눠주어 석방시켰다. 인간의 평등함을 역설한 그는 족보를 폐지해야 한다고 주장하였다.
1895년 12월, 서재필 귀국 이후 윤치호와 서재필은 노비를 해방시킬 방안을 계획하였다. 이들은 적당한 시기가 오면 이를 공론화시키기로 작정하고 1897년, 이를 독립협회와 만민공동회에 상정한다.
1897년 11월 1일에 개최한 토론회에서는 주제를 노비제로 선정하여 그 부당함에 대한 열띤 논의를 개진케 하였다. 이 때 주제가 "동포 형제 간에 남녀를 팔고 사고 하는 것이 의리상에 대단히 불가하다는 문제"였다. 이 토론회에서는 일반 회중이 토론에 자유로이 참가하여 각자의 의견을 개진한 뒤 윤치호와 서재필이 각각 노비제에 대한 연설을 하였다. 여기서 윤치호는 노비 제도의 폐해와 비인간성을 구체적인 사례를 들면서 지적하였으며 서재필의 경우는 미국 아프리카 흑인 노예의 참상을 이야기하였다.
이들이 연설을 마친 뒤 이날의 주제에 대한 청중의 의견을 물어 투표한 결과 "노비제가 의리상 불가하다."라는 주제에 만장일치로 찬성하였다. 주제에 찬성한 사람들은 자기가 실제로 소유한 노비를 해방하도록 하자는 동의도 함께 가결시켜 토론회가 성황리에 끝나게 되었다. 당시 참관자에 의하면 토론이 매우 진지하였으며 토론 회의 결과 100명 이상의 노비들이 자발적으로 해방되었다고 단언할 수 있다고 한다.
한편 그는 계속해서 신분제 폐지, 노비 해방, 족보 폐지 등을 역설하였다. 1928년, 그는 사회단체인 계명구락부에 이를 적극 건의하였다. 계명구락부는 1928년 1월, 제22회 정기 총회에서 이사 윤치호 외 6인, 평의원에 허헌 외 14인을 선임하였는데, 이 때 음력을 폐지할 것과 양력을 실행하며 족보를 폐지할 것을 결정하였다. 그는 모두 나라를 잃고 자유를 박탈당한 마당에 노비 제도를 유지할 이유가 없으며, 신분 제도도 무의미하다고 꾸준히 설득하였다. 특히 신분제 폐지는 근대 국가에 있어 국민을 구성하는 개개인의 신분 해방을 뜻하며, 결국 근대 사회로의 이행에 있어 거쳐야 할 필수적인 단계였다.

## 유교 비판
고려와 조선 1천여년을 내려온 유교 이데올로기에 부정적이었다. 그에 의하면 유교와 성리학은 개인의 자유와 권리를 말살, 억압하는 폭압적인 사상이었다. 윤치호는 1900년 12월 18일자 일기에서 전통적인 유교 교육이 진보와 생동하는 내용도 없거니와 한국에 관한 내용도 없는, 진부한 고대 중국의 고전과 역사 위주의 교육으로 곧 한국인을 중국인화(中國人化)하는 교육이라고 비판했다. 또한 실천하지 않으면서 위선적인 도덕군자를 양산하는 문화로 평가했다.
| “ | 현명한 정부가 가장 먼저 해야 할 일은 소학교에서 중국 서책을 금지시키는 일 | ” |
|   | — 1900년 12월 28일자 일기                                                 |   |

| “ | 유교는 국가에 대하여 국왕을 압제자로, 며느리에 대하여 시어머니를 압제자로, 아내에 대하여 남편을 압제자로, 노예에 대하여 주인을 압제자로 만들어 가정과 국가에서 모든 자유 정신과 기쁨을 말살시켰다. 따라서 유교는 압제적 계서(階序)체계라 할 만하다. | ” |
|   | — 1904년 5월 27일자 일기 |   |

윤치호는 유교를 도덕과 정의를 앞세워 개인의 자유와 인권을 침해하는 수단으로 간주했다. 과부의 재가를 금지한 성리학의 가례 역시 개인의 선택권을 억압하는 비인간적인 체제로 규정했다. 또한 민족의 호전성, 상무 정신을 사라지게 만든 것도 유교의 일방적인 충효 강요라고 판단했다.
또한 그는 공자(孔子)를 신랄하게 비판하기도 했다. 1900년 5월 27일자 일기에서는 공자가 "사람은 관직에서 군주를 섬기는 것이 최고의 의무"라 가르쳤고, 자기 스스로 "상가지구(喪家之狗)"처럼 관직을 추구했던 사실을 지적하고, 공자를 비판, 유교적 한국 사회의 이기적인 관직 추구열, 출세지향 현상을 신랄하게 비판하였다. 그는 공자의 잘못된 사상이 동양 사회를 2천년간 오도했다고도 주장했다. 동시에 노동을 천시하는 국내 민중들의 인식을 증오하였다.
그는 성리학의 편협성이 예의를 가장하여 위선적인 사회로 만들었다고 진단했다. 그는 성리학의 교조주의적인 사상과 반자유주의적인 사상이 인간의 기본권을 침해한다고 봤다. 그러나 유교만을 일방적으로 문제삼은 것은 아니었다. 기독교를 포함하여 어떠한 종교도 처음에는 인민을 진작시키다가, 그것이 절대화되면 인민을 퇴화시키고 억압한다고 보았으며, 그래서 한국의 모든 잘못을 유교에만 책임지우는 것은 불공정하다고도 했다.

### 효 사상, 가족 이기주의 비판
유교가 무력한 것은 허례적인 효에 기반을 두었기 때문이라고 보았다. 성리학적 계급, 서열 체계에 집착하지 않고 맹자의 역성혁명론이나 순자의 법가 사상이 제대로 적용이 되었다면 무력한 사회가 되지는 않았을 것으로 내다봤다. 윤치호는 부모에 대한 진심어린 감사가 없이, 그렇게 해야만 선량한 인간으로 취급을 받기 위해 억지로 효자, 효녀가 되기를 사회가 강요한다고 하였다. 그는 1894년 3월 11일자 일기에서 이것을 허례적인 존재라고 규정했다.
그는 유교에서 강조하는 효는 억압과 폐쇄성, 배타성이며 사회를 부패하게 만드는 이기적인 사상으로 보게 되었다. 윤치호는 유교의 '효(孝)'와 '충(忠)'을 '가족 단위 이기주의의 근원'으로 파악하였다. 따라서 그는 유교 사상과의 결별을 선언한다. 영문으로 기록된 1880년대 후반 이후의 윤치호 일기는 그 단절을 잘 보여준다. 어렸을 때 익혔던 유교의 '효(孝)'와 같은 신성 불가침의 가치들에 대한 입장 변화가 그 극적인 예이다. 그리하여 윤치호는 기독교적 이타주의의 윤리를 이상으로 삼으면서 사상적, 종교적 단절을 하게 되는 것이다. 그는 실천이 없는 종교는 종교가 없는 것보다 못하다는 실용주의적인 입장에서 유교와 거리를 둔다. 그는 가족주의와 효 사상을 거창한 핑계로 치장, 미화되고 확대된 이기주의라고 지적했다.
| “ | 유교의 교훈은 꽤 아름답다. 그러나 유교가 우리 사회에 무슨 소용이 있는가? 신봉자로 하여금 그 교훈을 실천케끔 하지 못하는 유교라는 종교 체계는 어차피 실천하려고 하지도 않는 미사여구에 가득 찬 중국 조정의 칙령처럼 똑같이 나쁜 것이다. 실천하려는 자들이 없으면 교훈이 무용지물이 된다. 유교의 기초가 효도 이상으로 되지 않은 고로 유교가 무력하고 쓸모없는 것이다. 유교의 남존여비, 왕명에의 절대 복종 강요, 그리고 그 영원한 복고주의는 유교 부패의 씨앗을 이미 내포하고 있다. 유교의 현실주의는 사람을 속물로 만든다. ...(이하 중략)... 유교에서는 젊은이들이 효도의 규율만 잘 지키면 도덕군자가 된다고 생각들 한다. 극히 진부한 효도의 원칙을 최고의 도덕으로 만들어놓고 (효도에 따르는) 모든 죄악 즉 방종, 복수심, 거짓말, 증오심, 대단한 위선 등을 덮어둔다. | ” |
|   | — 윤치호 일기, 1893년 12월 12일자 |   |

윤치호가 본 유교적 효도의 주된 결점은, 바로 공공성의 부재였다. 자신의 가정만, 자신의 부모만 위한다는 것은 바로 사회 전체 구성원에 대한 의무의 방기이자 가정 범위로 확장된 이기심에 불과했다는 것이 윤치호의 뼈아픈 성찰의 결론이었다. 또한 윤치호는 명령에 대한 절대 복종 강요와 변화를 거부하는 영원한 복고주의는 사회를 썩고 부패하게 만드는 '부패의 씨앗'이라 지적했다. 동시에 유교 사상의 허위적, 가식적인 도덕주의가 인간을 '도덕적인 인간으로 만들지 못하고 오히려 속물로 전락시킨다'라고 비판을 가하기도 했다.
그는 부모에 대한 효도와 어른에 대한 공경이라는 거창하게 치장된 또하나의 이기주의와 배타성, 변화를 두려워하고 맹목적인 복종만을 강요하는 것이 사회를 폐쇄적이고 병들게 만든다고 진단하였다. 이에 따라 그는 모든 인간이 신 아래 평등하다는 기독교 사상, 자유주의, 합리주의적 사고관 등이 한국에 적극 보편화되어, 한국인들을 구제하고, 속박에서 해방시켜야 한다고 확신하였다.

## 양반에 대한 조롱
윤치호는 늘 조선 양반들의 허세와 허위 의식을 조롱하였다. 1896년, 민영환 일행을 따라 러시아의 차르 니콜라이 2세의 대관식을 참석하였다. 민영환 일행이 '대비달자(大鼻澾子·코 큰 오랑캐)의 나라' 러시아의 황제 대관식에 초청받아 가는 길에 동행했던 윤치호는 일기에 "Mr. Min은 전형적인 조선의 '양반'이다. 그는 모든 일에 하인의 봉사를 필요로 한다. 옷을 입고 양말 신는 일, 코트의 단추를 채우는 일조차도 말이다. 나는 그가 다른 사람의 도움 없이 잠자고 먹을 수 있는지 의심스럽기도 하다."라고 기록했다.
민영익이 자신의 하인들에게 손목시계를 차고 다니게 하고 시간을 묻는 것과, 이준용이 살이 쪘다고 고민하면서 걸어다니지 않고, 걸어서 갈 수 있는 계단을 오르는 것도 가마와 인력거를 타고 다니는 것을 보고도 게으르다며 노골적으로 조롱하였다.

## 당쟁에 대한 관점
윤치호는 조선의 당쟁은 정당 정치가 아니라 상대방을 죽이고 배척하는 극단적인 소아병이라고 지적했다. 민원식이 암살되자 윤치호는 민원식을 매국노라고 비판하는 것을 비판하였다. 민원식은 현재의 조선인의 위치에서 자치권을 얻는 것이 현재 상태에서 찾을 수 있는 최대의 이익일 수 있다고 봤다. 또한 그는 "민원식을 한 인간으로서 높이 평가하지도 않고, 그의 정치 노선에 공감하지도 않는다. 하지만 그가 죽어야 할 만큼 큰 잘못을 저질렀다고는 생각하지 않는다. 그의 생각은 조선이 독립을 팔아넘기자는게 아니라, 현 상황에서 최상의 이익을 얻자는 것이었을 뿐이다."라고 하였다.
윤치호는 그를 암살한 양근환과 양근환을 영웅시하는 시각을 비판하였다. "설령 그의 의견에 동의하지 않는다 하더라도 거기서 끝나야지, 의견이 다르다는 이유로 사람을 죽이는 건 부질없는 짓이다. 조선의 역사, 특히 지난 500년 간의 역사가 당파간의 상호 살육이라는 치욕스러운 기록의 연속이었다는 점이 서글프기만 하다. '우리와 의견을 달리하는 자는 제거하라!' 이것이 조선 정치가들의 좌우명이었다. 오늘날 조선 청년들이 정치 선배들의 악습을 고스란히 답습하고 있다."라고 지적했다. 윤치호는 민원식의 암살을 정치 테러 또는 반대파를 제거하려는 시도로 해석하였다.

## 민주주의관과 참정권
윤치호는 미국에서 접한 의회 민주주의 원리에 감격했다. 이후 그는 민중이 스스로 대표자를 선발하여, 자신들의 이익을 대변하거나 국정에 반영하는 목소리를 내야 된다고 확신했다. 그는 대한제국 중추원을 영국이나 미국의 의회식으로 개선하고, 중추원 의원을 민중들이 선발하는 것을 계획하였으나, 그가 왕정, 황제를 타도하고 대통령이 되려는 야심을 가졌다는 루머가 확산되면서 실패하였다. 하지만 그는 기실 서구식 민주주의 제도를 주장하였으면서도, 왕정이나 황제의 존재를 부정하거나 비판하지는 않았다.
민중이 자기 스스로 대표자를 선발하려면, 판단력과 선동에 휘둘리지 않는 이성이 필요하다고 확신했고, 그 이성은 교육과 서구의 문물, 기독교의 청교도 사상, 합리주의 등을 통해 실현해야 된다고 봤다. 그러나 개혁이 실패로 돌아가자, '공공정신(에티켓)이 없고 구습과 미신에 강하게 집착하고 있다. 다른 지방의 사람들과 같이 무지하고 게으른 것'에 실망한 그는 '이 인종의 피는 새로운 교육과 새로운 정부 그리고 새로운 종교를 갖고 변화하지 않으면 안 된다'라고 확신하게 되었다. 그는 민주주의와 참정권을 행사하는 것은 민중들이 합리적인 판단력을 내릴 때만이 가능하다고 보았다.
한편 그는 독립협회와 만민공동회 활동 중, 황제나 조정에서 역적으로 지목한 인사들을 무조건 역적으로 몰아세워 비난하는 민중들을 보고 경멸과 혐오감을 금치 못했다.
독립협회 회원들은 여전히 동요하고 있다. 하지만 나를 가슴 아프게 만드는 것은 일반 대중의 가공할 만한 무관심이다. 대중은 이 투쟁을 독립협회 회원들과 정부의 사적 분쟁으로 간주한다. 몇 백 년 동안 노예 상태에서 억압받아온 이 아이들은 '헌의육조'가 국가와 국민 모두의 이익과 관련된 것이라는 사실을 알아차리지 못한다! 이런 국민한테 희망을 갖다니, 우리가 더 바보였다. 왕이나 국민이나 모두 똑같다! 그들에게 어울리는 것은 노예상태 뿐이다!
 — 윤치호 일기, 1899년 6일 (음력 23일) 일요일

### 민권사회에 대한 기대
윤치호는 조선에 언제쯤 자유가 도래할 것인가를 외치며 한탄하였다.
| “ | 천만의 생명이 자유로 생각하고, 말하고, 행동하지 못하는 나라, 능력이 제대로 발휘되지 못하고 포부가 실현되지 못하며, 애국심이 표현되지 못하는 나라, 지옥같은 전제정치가 수세대의 굴종과 빈곤과 무지를 낳는 나라, 삶 속에서 죽어가고 죽음 속에서 살아가는 나라, 도덕적 물질적 부패와 더러움이 해마다 수천의 생명을 앗아가는 나라, 이 같은 정치적 지옥이 얼마나 계속될 것인가. | ” |

그는 조선이 대대로 천만의 생명이 자유로 생각하고, 말하고, 행동하지 못하는 나라였고, 능력이 제대로 발휘되지 못하고 포부가 실현되지 못하는 사회라고 지적했다. 만약 그렇지 않을 경우, 반대파의 모함이나 이해 집단의 흉계에 의해 제거되는 것이 보통인 사회이고, 지금도 그러하다고 봤다.
그는 조선 사회를 단군 이후 '도덕적 물질적 부패와 더러움이 해마다 수천의 생명을 앗아가는 사회'로 봤다. 그러나 미국의 한 외교관이 '태국과 지옥 중에서 부임지를 고르라면 태국을 고르겠지만, 조선과 지옥 중에서 고르라면 차라리 지옥을 고르겠노라'라고 하자 '그가 원하는 곳으로 발령을 받았으면 좋겠다'라고 분개한다. 그러면서도 '다만 지난 70년동안 조선이, 특히 정치적인 면에서는 지옥보다는 더 나을 게 없었다는 생각을 지울 수가 없다'고 인정하기도 했다.
| “ | 세월이 흐르면 조선도 다른 나라와 마찬가지로 문명국이 될 것이다. 그 천만의 백성들도 언젠가는 자유에 대하여 말하고 자유를 누리게 될 것이다. 그리고 오늘의 세대가 당하는 노예적 예속을 웃으며 회고할 것이다. 마을마다 학교와 대학이 들어서고 아름다운 반도의 도읍에는 궁전같은 집들과 깨끗한 거리 그리고 공중기념물들을 자랑하게 될 것이다. 그렇다. 이 모든 것들은 꼭 실현될 것이다. | ” |

그는 미래에 조선인 스스로가 제대로 된 민주국가를 조직하고 그것을 운영해 나갈 수는 있을 것이라고 희망섞인 예고를 하였다. 하지만 그는 조선이 인간의 자유가 존중되는 참다운 시민 사회로 발돋움하려면 빨리 잡아도 2100년 이후에나 가능할 것이라 보았다.

## 동학 농민운동 지지
개화파 지도자의 한 사람이기도 했던 윤치호는 상하이 망명 중 동학 농민운동의 소식을 접하고 이를 적극 지지하여 화제가 되었다. 윤치호는 1894년 2월, 상해 YMCA의 조선 문제에 관한 연설에서 그는 "평화적 또는 폭력적 내부혁명만이 조선의 유일한 구제책이다."라고 주장했고 동년 5월, 동학당의 봉기가 삼남 지방에 만연되고 있다는 소식을 듣고, "악으로 물들고 피로 얼룩진 정부를 때려부수는 일이라면 어떠한 일도 환영하고 또 환영한다."라고 주장했다. 윤치호는 소수 왕실과 외척, 부패 관료들만의 이권을 대변하는 사회, 폐쇄적인 유교 사상가들이 사회의 흐름을 가로막는 이런 체제는 과감하게 척결해야 된다고 역설하였다. 윤치호는 그리스 신화의 헤라클레스가 아우게이아스의 외양간을 씻어내듯 조선을 깨끗이 씻어내야 한다고 역설했다.
그는 조선의 현실을 최악의 상태로 인식했다. 따라서 조선의 현상변혁에 강렬한 열망을 가지고 있었다. 윤치호는 동학 농민운동이 민씨 척신 정권의 부패에 견디다 못해 일어선 것으로 파악했다. 따라서 윤치호는 동학 운동을 계기로 일어난 청일전쟁을 조선의 개혁을 위한 좋은 기회로 인식했다.
윤치호는 청일전쟁을 조선의 지배권을 둘러싼 청, 일 양국의 각축으로 인식했던 만큼, 일본의 조선에 대한 내정개혁의 요구가 순수히 조선을 위한 것이 아님을 충분히 알고 있었다. 그러나 일본은 조선의 독립과 개혁을 공언했던 만큼 일본이 승리할 경우에, 만일 "조선 정부에 지혜와 애국심이 있으면 (이 기회를 이용해서) 조선을 개혁할 수 있는 좋은 기회가 될 것"으로 믿었던 것이다.
또한 그는 "일본이 조선 정부에 제출한 개혁안은 내가 항상 실현되기를 원했던 것이다"라고 하여, 일본의 조선내정 개혁안에 대하여 전폭적인 공감을 표시했다. 그는 동학 운동이 부패한 정부를 타도할 수 있는 기회였다는 점에서 긍정적으로 평가했다. 윤치호의 이같은 발언은 밀정, 청나라를 오가는 무역상, 외교관, 통역가들을 통해 조선에 전달되었다. 윤치호의 동학 운동 지지 연설, 성명, 강연회는 국내에 그대로 전해졌고, 조선에 있던 그의 친지들은 당황해한다.
1894년 10월, 윤치호의 삼촌인 토포사 윤영렬은 아산(牙山)에 사는 조중석(趙重錫)과 함께 장정 300명을 모아 천안군 목천면에 출몰한 도적을 토벌하였다. 1894년 당시 윤영렬은 조중양과 함께 토벌군에 별군관으로 차출되었다. 차출된 그는 관군 외에도 격문을 돌려 의병을 모집하였다. 이어 관군과 의병 병력을 이끌고 충청남도 아산과 천안 일대의 동학 농민군 토벌에 참여하였으며, 아들 윤치소 역시 창의하여 동학군 토벌에 출정하였다.
사촌 동생 윤치소 역시 아산 출신 조중양과 함께 300명 정도를 모아서 의병을 조직하고, 창의통문을 천안, 아산, 온양 지역에 돌리고 천안 지역에서 활동을 벌이기도 했다. 윤치호의 발언에 이들은 처음에 당황해하였으나, 이내 평정심을 되찾고 토벌을 계속한다.

## 갑오경장에 대한 관점
윤치호는 갑오개혁의 진행 과정에서 개혁에 대한 회의감을 표시했다. 그 이유는 첫째로, 국왕과 왕비와 대원군에게는 필요한 개혁의 능력도, 의욕도 없다고 판단했기 때문이다. 둘째로는, 정부 관인들이 국가의 장래보다는 자기 보신, 사리를 위하여 분열과 대립을 일삼는 조선의 정치풍토 때문이었다. 그는 고관대작, 정승판서에서부터 말단 관료에 이르기까지 하나같이 자기보신과 자신의 출세, 개인의 사리사욕에만 눈이 먼 자들이 있을 뿐이라며 절망했다. 셋째로는, 일본군이 조선에 주둔하면 인민의 반일감정으로 개혁이 진행되기 어렵고, 일본군이 철수하면 정부나 국왕이나 왕비가 청국을 끌어들여 개혁이 중단될 것으로 보았기 때문이다. 여기에 독선과 배타성, 폐쇄성이 강한 유교 사상가들과 변화를 무조건 두려워하는 백성들 역시 개혁의 발목을 잡는 가장 중요한 원인이라고 전망했다.
따라서 윤치호는 조선 개혁의 유일한 길은 표트르 대제와 같은 강력한 지도자의 "명령과 힘"에 의한 것 뿐이라 했고, 결국 부패한 소수독재로부터 조선 인민을 구하는 길은 "현 정부와 낡은 왕조를 철폐"하는 것이라고 단정했다. 그는 조선왕조 하에서는 개혁과 희망이 없다고 믿었기 때문이었다. 그의 현상변화에 대한 열망과 부진한 개혁에 대한 절망은 당시의 정권은 물론 조선 왕조까지도 부정하기에 이르렀던 것이다.
| “ | 청국과 조선은 그들의 개혁에 있어 외세의 배제를 원한다. 그러나 홀로 두면 청국과 조선은 절대로 개혁치 않을 것이다. | ” |
|   | — 윤치호일기 1894년 12월 10일자                                                                                  |   |

## 외세에 대한 관점
윤치호는 어느 국가든 외세의 개입이 완전히 없을 수는 없다고 내다봤다. 특히 약소국인 나라들은 더욱 외세의 입김에서 벗어나기 어렵다고 보았다. 그는 당시 열국 경쟁의 시대에 조선에 있어서 외세는 피할 수 없는 존재일 뿐만 아니라, 조선의 개혁에 있어서 필요한 존재라고 인식했던 것이다. 그리고 외세가 "축복이 될지 방해가 될지는 그 자신의 준비에 달린 것"이고, "일본의 간섭이 축복이 될지 저주가 될지는 조선 정부의 지혜와 애국심 여하에 달린 것"이라고 생각했다. 무조건 외세를 배척할 것이 아니라, 외부 세력이라고 해도 조선 스스로가 자강과 개혁을 위해 노력한다면 외부의 자극은 조선 발전에 오히려 큰 도움이 될 수 있다고 봤다.
그는 외세의 개입이 반드시 개혁에 방해가 되는 것은 아니고, 오히려 개혁의 계기가 될 수도 있으며, 만일 관인들이 합력하여 그 기회를 선용하면 외세의 개입하에서도 어느 정도 자주적 개혁의 효과를 거둘 수 있다고 믿었던 것이다. 윤치호는 조선의 당시 국력과 지리적 위치로는 외세의 개입을 완전히 차단하는 것은 불가능하리라고 전망하였다.

### 일본의 개입에 대한 비판
그는 갑오경장 당시 일본이 적극적으로 조선에 개입하려고 시도한 것은 크나큰 실책으로 봤다. 그러나 반일감정에 대해 일본이 지나치게 욕심을 부린 만큼 그에 합당한 대가를 받을 뿐이라고 판단했다. 윤치호는 조선의 개혁에 있어서 일본인은 개혁의 장애요인을 제거하는데 그치고, 개혁은 조선인 스스로 담당해야 한다고 생각했다. 그러므로 그는 일본의 조선에 대한 개혁 강요를 대실책이라 평했고, "일본은 개혁을 조선 정부에 맡기고, 단호하면서도 점잖게 개혁을 권고했어야 했다."라고 했다. 그는 일본의 노골적인 개입은 조선의 개혁을 방해했을 뿐이라고 평가했다. 한마디로, 일본은 개혁의 후원자에 머물고 개혁의 주체는 조선 정부가 되어야 한다고 믿었던 것이다.

## 국가관

### 정부관
그는 국가와 정부의 존재 목적은 국민의 권리를 존중, 보장해주고 지켜주는 것에 있다고 봤다. 따라서 '더 좋은 정부, 즉 인민의 복지에 애국적이고 공감이 가는 이익을 가져다줄 정부를 가진다면 종속도 진정한 불행은 아니라고 보게 된다. 그는 같은 민족이 다스리는 폭력적인 독재정부와 이민족이 다스리는 정상적인 정부라면 당연히 후자를 택할 수 있다고 하였다.
| “ | 현재와 같은 정부라면 독립은 국가에 구원을 가져오지 못할 것이다. 한편 더 좋은 정부, 즉 인민의 복지에 애국적이고 공감이 가는 이익을 가져다줄 정부를 가진다면 종속도 진정한 불행은 아니다. 더욱이 건실하고 번영한 국가는 어느 때엔가는 독립을 회복할 것이다. 그런데 빈약하고 무지하며 잔인할 정도로 이기적인 정부에 의하여 가난하고 무지하며 연약하게 된 인민, 그러한 인민에게 독립이 뭐 나을 것이 있겠는가? | ” |

그는 국가가 국민의 생존과 권리와 권익을 보장하지 않는다면, 국민이 국가와 정부에 충성할 이유가 없다고 봤다. 따라서 1900년 초, 1880년대부터 만주나 미국으로 이주로 이민가는 사람들에 대한 국내의 비판 여론이 등장하자, 자신의 행복을 찾아 떠나는 그들을 비판할 이유가 없다고 반박하였다.
그러나 그는 일본의 통치가 조선인의 권리를 완전히 보장해주는 체제로 보지는 않았다. 그는 한국인들이 동족 지배자에 의한 폭정이, 이민족 지배자에 의한 폭정의 디딤돌이 되었음을 알게 될 것이다. 그러나 두 세대쯤 지나면 이 사실을 망각하고 이민족만 탓하게 될 것이라고 내다봤다.
윤치호는 국가 존립의 목적을 민권 보장에 두었다. 국민을 압제하고 수탈하는 포악한 정부하에서의 국가 독립이란 무의미한 것이며, 그러한 국가는 존립의 가치도 없다고 보았다. 그는 동족에 의한 가혹한 독재보다 이민족의 관대한 지배가 오히려 낫다는 견해도 갖게 되었다. 그가 주장한 참다운 의미의 국가 독립은 국민에게 권익을 보장해주는 국가로서의 독립이었다. 정부는 국민의 대변자이지 상관(上官)이 되어서는 안되며 국가가 국민에게 무조건 충성과 애국을 강요해서는 안된다고 하였다.
정부나 국가가 국민의 권리를 억압하고 수탈하거나, 국민의 권익을 제대로 보장하지 못한다면 그런 정부나 국가에 무조건 애국하는 것은 무의미하다고 봤다. 정부가 국민의 권익을 지키지 않는다면, 그것이 설령 동족에 의한 독립된 정부라하더라도, 그들의 가혹한 통치보다는 오히려 이민족에 의한 관대한 지배가 더 낫다고 보게 된다. 그는 영국을 완벽하지는 않지만, 민도나 생활 환경면에서는 이상적인 사회에 어느 정도 근접한 사회로 봤다.

## 국민관
윤치호는 국민을 국가 권력의 원천, 권력 설정의 목적, 그리고 국가의 주인인 주권자로 인식한 윤치호는 정부를 인민에 의한, 인민을 위한, 인민의 정부여야 한다고 인식하여 국가의 존재 양식을 최종적으로 결정할 수 있다는 인민주권론적 인민관을 가졌다. 1898년, 유진율에게 보내는 편지와 독립신문 1898년 11월 26일자를 통해 "정부가 백성으로 말미암아 된 것이요, 백성이 정부를 위하여 태어난 것이 아니다."라고 했다. 독립신문 1898년 11월 21일자와 관민공동회 상소에서 그는 "나라는 백성으로서 근본을 삼고, 백성으로서 권력을 세워 일백 관원은 백성을 위하여 베풀었다."고 설명했다.
그는 "인민은 국왕과 양반을 위해 부림당하는 우마가 아니다"라고 주장했다. 역시 가정에서도 부모가 자식을 함부로 부리거나 폭력을 행사해서도 안된다고 주장했다. 그는 늘 인간에게는 생존권과, 신이 개개인에게 평등하게 부여한 인권이라는 것이 존재한다고 역설했다. 어떤 지위나 직책에 있거나, 어떤 목적으로도 개인의 인권을 함부로 침해해서는 안된다고 하였다. 이러한 그의 이와같은 유교적 전통을 뒤집는 전복적인 견해는 대한제국과 일제 시대 내내 위험한 사상, 불순한 사상으로 인식되었다.
윤치호는 지속적으로 인민의 참정권을 주장했다. 인민 스스로를 위하여 국정 비판권과 국정 참여권, 나아가 혁명권까지도 가진다고 보아, 인민은 국왕과 지배층에 운명이 내맡겨진 통치의 대상이 아니고 주권을 가진 정치의 주체라고 인식했다. 이때 그의 주장 중 '혁명권'에 대해 수구파와 위정척사파는 심한 반감을 드러냈고, 민중들 역시 그에게 거부감을 품기도 했다. 윤치호는 늘 국가의 주권은 국민에게 있고, 인간에게는 생존권과 인권이 존재하므로 군주나 정치 세력이 함부로 침해해서는 안된다고 봤다. 이는 권력자가 교체되고, 어느 정부, 어떤 권력층이 집권해도 변할 수 없는 권리라고 주장하였다. 이는 일제 시기에서도 이어졌고, 그의 참정권, 정부 비판권, 혁명권 요구는 일본으로부터도 껄끄럽고 번거로운 사상으로 취급되었다.

### 민족성에 대한 관점

#### 조선인의 국민성 경멸
윤치호는 냉철한 판단 보다는 자기 주관적이고, 감정적으로 행동하기 좋아하는 일반적인 조선인들을 경멸하였다. 즉흥적으로 행동하는 사람들 역시 경멸의 대상이었다. 윤치호는 만약 일제가 독립을 허용해도 조선인들은 분파 투쟁과 살육밖에 할 일이 없을 것이라고 생각했을 정도로 조선인들의 독립에 대해 비관적인 견해를 나타냈다.
그는 조선인들이 능력과 능률면에서 일본인들을 따라잡으려면 최소 2세기는 걸릴 것이라고 내다봤다. 그는 조선 시대의 문치주의로 인해 조선의 국력이 약화되었으며, 배관열과 공부에 대한 집착이 신성한 노동을 경시하는 풍조를 만들어 조선 경제, 사회의 발전을 가로막았다고 판단했다. 또한 열등감과 피해의식은 아무런 도움이 안된다고 하였다. 그는 조선인들이 인식의 개선 없이는 독립을 하더라도 그것을 온전하게 지켜나가지 못할 것이라고 봤다.
| “ | 난 조선인들이 개인별로는 정신적으로나 육체적으로는 일본인들보다 못한 게 없다고 생각합니다. 하지만 우리는 일본인들에게 두드러지게 나타나는 책임감과 공덕심이 없습니다. 그러다 보니 협동심과 정직성이 요구되는 사업을 경영할 수가 없습니다. | ” |
|   | — 윤치호일기, 1939년 7월 3일자 |   |

윤치호는 한국 사람들이 '정직성이 결여된 사람들이 많음'을 보고 실망하였다. 사소한 일조차도 정직하게 하지 못하는 조선인이, 아무런 노력도, 개선도 하지 않고 고도의 자본과 무기를 가진 일본인을 상대한다는 것은 말이 안된다고 보았다. 그가 일본과 싸워서 이길 수 없다고 판단한 이유는 현실적인 조건 때문만은 아니었다. 그는 민족의 자질과 능력에서 차이가 나기 때문이라고 여겼다.
| “ | 우리가 일본인들을 함부로 경멸할 자격이 있는가? 어디 한번 생각 좀 해 보자. 일본인들은 깔끔하기로 유명하다. 우리는 불결하다고 소문이 나 있다. 그들은 부지런하기로 유명하다. 우리는 게으르다고 소문이 나 있다. ...(이하 중략)... 우리 입장에서 최선의 행동은 일본인들의 뛰어난 자질을 가능한 한 많이 배우고 모방하는 것이다. 그들의 청결성, 근면성, 협동심, 기강, 응집력 등을 말이다. | ” |
|   | — 윤치호일기, 1920년 7월 26일자 |   |

그는 또 조선인들의 실패가 게으름, 불결함, 허위, 이기심, 공공정신과 단결력의 결여, 분파주의, 지역감정 등 조선인들의 저열한 인간성에서 비롯된 것이라고 믿어 의심치 않았다. 그러나 그는 일본인의 우월성을 인정하면서도, 그들의 식민통치에 상당히 부정적이었다. 일제가 도로를 놓고 철도를 개설한 것은 어디까지나 일본인을 위한 것에 불과했다며, 그들의 홍보를 전면 부정했다.
윤치호는 늘 정치적 독립 이전에, 정직성과 신뢰감을 키우는 연습부터 먼저 해야 함을 역설하였다. 신뢰가 없이는 어떤 일을 해도 되지 않을 것이며, 얄팍한 속임수 보다는 이익을 덜 얻거나, 손해를 보더라도 정직하게 살아갈 것을 강조했다. 또한 조선인이 독립국가를 경영할 수 있는 실력을 갖추기 전까지는 정치적, 군사적 독립투쟁 보다 경제적, 문화적, 정신적, 도덕적 실력 양성에 전념해야 한다고 역설하였다.

#### 주체성에 대한 관점
윤치호는 미국과 영국의 기독교 정신과 민주주의, 공화주의 사상을 조선에 정착시키려고 노력하였다. 그러나 한편으로는 조선인들이 외부 사상을 무차별 맹신함을 지적했다. 그는 "우리 사람은 매양 이 해외에서 진리를 찾으려 하므로 석가가 들어로면 조선의 석가가 되지 않고 석가의 조선이 되며, 공자가 들어오면 조선의 공자가 되지 않고 공자의 조선이 되며, 무슨 주의가 들어와도 조선의 주의가 되지 않고 주의의 조선이 되려한다. 도덕과 주의를 위하는 조선은 있고 조선을 위한 도덕과 주의는 없으니 이를 특색이라 칭하면 노예의 특색이다."고 지적하였다.

## 근대화 방편으로서의 기독교
그는 서구의 기독교 사상과 합리주의, 민권 사상의 도입을 통해 사회의 개혁을 주창했다. 그리고 사회의 개혁을 위한 발판으로 민중의 계몽을 역설하였다. 독립협회 활동 당시 윤치호는 민중을 계몽의 대상으로 생각하였으나, 독립협회가 실패한 후 그는 민중을 경멸, 계몽의 대상이 아닌 개조의 대상으로 시각을 바꾸게 된다. 독립협회 운동의 좌절 원인을 '민중의 어리석음'으로 보고, 민중에 대한 반감을 증폭시켰다. 한편 그는 "한국인들은 일반적으로 10%의 이성과 90%의 감성을 가지고 있다."라고 하여 한국인의 감정적인 대응을 비판하기도 했다.
또한 그는 당시 조선 사회에 거짓과 요령이 만연하다 보고, 거짓을 악으로 규정했다. 그리고 그는 거짓과 속임수가 통하는 조선에 있어서 기독교를 유일한 양심 세력으로 간주하고, 기독교를 중심으로 조선에 문명교육, 애국교육, 실업교육이 필요하다고 봤다. "조선에 있어서 가장 깊게 자리잡고 있고 동시에 가장 널리 알려진 악은 거짓이다."라고 지적하였고, 사회 부조리로 지배층과 민중 모두에게서 정직성의 부재를 문제점으로 지적하였다. 요령과 눈치를 그는 부정과 부패의 근원이라 했다.
윤치호는 조선의 낙후된 사회를 개혁하고 조선을 구할 수 있는 대안으로 미국식 민주주의 사상과 합리주의 정신, 그리고 기독교 사상을 지목했다. 이것들을 보급하는 것과 기독교 선교를 통한 기독교 사상의 전래를 통해 조선 민중을 구할 수 있다고 확신했다. 미국 유학기간 동안에 그는 미국의 자유 민주주의 체제와 공화제 정부에 대해 알게 되었고, 그 밑바닥에는 기독교 정신이 흐르고 있음을 깨닫게 되었다.
그러므로 조선의 지식인들이 해야 할 일은 자기 나라를 기독교 국가로 만드는 것이었다. 그래서 그는 미국 남감리교단에 직접 연락하여 선교사 파견을 요청하는 한편, 그 사업을 위해 자신이 먼저 선교 헌금을 하기도 하였다. 여기에 그는 기독교 선교를 단순한 신앙 활동이 아니라 기독교 신앙을 통해 정직성, 땀흘려 일하는 것을 중히 여기는 성실성, 청교도의 개척정신 등을 갖도록 변모시켜야 함을 역설하였다.

## 개척정신에 대한 예찬

### 개성과 자립정신
윤치호는 조선인들이 자기 주체성이 없다, 독창성이 없다, 개성이 없다고 지적했다. 또한 남과 다른 것을 두려워하는 성향까지 갖추고 있다고 지적했다. 그는 조선인들이 자기 주장, 자기 생각을 표현하는 것을 꺼리거나 두려워하는 점을 개탄했다. 자기 생각을 있는 그대로 표현하기를 두려워하고 겁내면서 어떻게 독립을 하려 하느냐는 것이다. 그는 조선인들이 자기 생각대로 표현하기를 주저하는 것을 조선 시대의 탓으로 보았다. 그는 조선 왕조가 수단과 방법을 가리지 않고 사람들의 호전성과 개성을 파괴했다고 봤다.
그는 지난 500년 동안의 치욕스러운 이조 시대에 우리의 호전성은 잔인하고 이기적인 전제정치가 고안해낸 모든 기제들에 의해 완전히 뿌리뽑히고 말았다고 지적했다. 그는 이를 조선 왕조가 저지른 최대의 죄악으로 규정했다. 또한 그는 조선 왕조를 가장 형편없는 왕조로 지적한 이유로 '국왕들이 군대를 지휘해본 적이 한 번도 없었다. 그들은 누가 쳐들어올 기미만 보여도 도망쳤다'라고 지적했다.
자기 생각을 표현하기를 두려워하고 겁내는 풍조가 정착된 결과 남과 다른 것을 두려워하여 자신의 속내를 털어놓지 못하는 풍조가 정착되었고, '붓과 혀를 이용해서 남을 음해하고 음모로 적을 죽이거나 제거하는 수치스러운 계략'이 판치게 되었다고 지적했다. 윤치호는 자기 의사 표현조차 명확히 하기를 두려워하면서 독립을 말하는 것은 어불성설이라고 지적했다. 그는 단군조선과 기자조선, 위만조선의 존재를 인식하여 조선 왕조를 말할때는 이씨조선이라 지칭하였다.

### 자수성가에 대한 예찬
그는 자수성가로 성공한 사람들을 특별히 높이 평가하였다. 그가 고학생과 청년들에게 대가 없이 장학금을 지급한 것은 자수성가로 성공하는 사람들이 늘어나기를 바라는 염원에서였다.
윤치호는 교육자 차미리사의 후견인이 되어주기도 했다. 차미리사는 주변의 재혼 권고와 탈선 유혹을 물리치고 가난한 학생들을 무료로 양육하였으며, 문맹에게 문자를 가르쳤다. 그리고 여자 역시 한사람의 인간의 몫을 하려면 기술을 배워야 한다며 여성에게도 농업, 목축과 건축, 측량술 등의 기술을 가르쳤다. 민족의 실력 양성을 위해서는 농업과 기술 교육의 필요성을 역설한 윤치호는 차미리사의 견해에 적극 동조하였다.
평생 차미리사를 지켜보며 후견인 역할을 했던 윤치호는 "서울에 있는 한국인 가운데 가장 주목할 만한 인물이다. 듣지 못하고, 배우지 못하고 가난한 한 여인이 부유하고 교육받은 남자나 여자가 할 수 없었던 일을 해냈다."라며 그를 극찬하였다. 윤치호는 별다른 배경 없이 고학으로 자수성가한 인물들의 후견인을 자처하여, 실력가나 문벌 자제들에 비해 불리한 그들의 사회적 정착을 돕기도 했다.

## 경제관
윤치호는 만인에게 평등한 기회가 주어져야 된다고 생각했다. 조선 왕조 체제와 신분제 사회에서는 이런 공정하고 동등한 기회 부여가 불가능한 체제라고 인식했다. 자신도 서자(庶子)였고, 서자의 후손이었던 만큼 그는 자신의 아버지와 자신이 생애 초년에 당한 부당한 대우 역시 평등한 기회를 주장하게 만든 원인이 되었다. 그는 한일 합방으로 조선이 멸망한 것 역시 사람들을 부당하게 차별하고 기회를 공정하게 나누어주지 않았기 때문이라고 확신했다.
그러나 윤치호는 결과물은 같아서는 안된다고 생각했다. 누구는 노력하고도 노력하지 않은 사람들과 같은 결과를 얻고, 같은 대우를 받는다면 누가 열심히 하겠느냐는 것이 그의 생각이었다. 그의 평등 사상은 신념적인 반공주의자가 되게 했다. 그가 주장한 평등론은 기회, 자격에 대한 평등론이었지, 노력하지 않는 자들에게도 똑같은 결과를 주는 평등론은 아니었다.
조선총독부나 일본으로부터 자립하기 위한 배경으로 그는 경제적 성장을 지적하였다. 경제적인 측면에서 선생은 민족자본 성립론을 주장했다. 후일 김성수가 운영한 경성방직의 모태는 윤치호의 지원으로 시작되었다는 것을 아는 사람은 많지 않다. 그는 평소에 민족 자본이 커야한다는 소신으로 당시 4촌 동생 윤치소가 경영하던 경성직류의 재정난이 악화되자 어느 일본인 사업가가 고액에 사겠다고 하였다. 그러나 이를 듣고 윤치소를 찾아가 그와 의논하여 훨씬 낮은 가격이었으나 김성수에게 넘겼다. 김성수는 이를 바탕으로 경성방직과 오늘날의 동아일보, 고려대를 키울 수 있었다.
또한 사업의 실패로 좌절하는 윤치소 등에게 미국의 워너메이커 백화점을 본딴 최초의 미국식 백화점인 가나다 백화점을 권장, 천도교 자리에 설립, 운영하기도 하였는데 각국 대사관은 물론 일본에서도 음식, 물건을 구입하러 오기도 하였다.

### 토지소유 제한론
1932년, 동아일보가 서울에서 개최한 '전조선 유지 인사 총망라 궁민구제개책지상좌담회 15'에서 윤치호는 실제로 농사를 짓지 않는 자들에게 토지가 부여되는 것은 땅 투기와 각종 재산 불리기성 목적으로 악용되기에 이것을 막고자 지주제 철폐와 투기 목적의 대토지 소유를 제한할 것을 주장하였다. 그러나 그의 견해는 채택퇴지 않는다. 성균관대학교 사학과 교수 서중석에 의하면 당시 동아일보의 '전조선 유지 인사 총망라 궁민구제개책지상좌담회 15'에 아이러니컬하게도 한국 최대의 자산가 중의 하나인 윤치호가 이 주장을 하였다."고 했다.

## 노동관

### 노동 경시에 대한 비판
윤치호는 조선 사회의 노동 경시 풍조를 비판했다. 정당한 노동을 하고 정당한 대가로 월급을 받는 것을 꺼리거나 경멸하고, 자녀를 잘 키워서 출세를 시키는 것을 최고의 덕목으로 여겼던 조선 사회를 이해할 수 없었다. 1896년 1월 23일, 워렌 캔들러에게 쓴 편지에서 그는 "조선인에게 정직한 노동이 수치가 아님을 가르치는 것은 기독교의 의무의 하나이다."라고 지적했다. 이는 1908년, 한영서원의 개교 전후에 캔들러에게 보내는 서신에서도 조선의 젊은이들에게 노동이 수치가 아니라는 것을 가르쳐야 되며, 한국의 미래는 기술과 노동에 있다는 점과 기독교는 일을 하고 악습과 미신에서 벗어나게 하는 사상, 종교로서 필요한 것임을 계속 반복해서 언급, 강조한다.
1897년, 독립협회와 만민공동회의 강사로 전국 순회강연을 할 때에도 그는 "일하기 싫은 자 먹지도 마라"라는 성경의 구절을 인용, 정당한 노동을 하고 그 대가를 받는 것이 소중한 것이라고 했다. 또한 "수고하고 무거운 짐진 자들아 다 내게로 오라. 내가 너희를 쉬게 하리라"라는 성경의 구절을 통해 정당한 노동과 함께 휴일의 중요성을 역설하였다.
1930년 9월, 평양에서 열린 기독교 각파공의회의 모범 농촌 설치 결의에 이어 윤치호와 천도교 구파에서는 농민을 각성시키기 위해 연농사(硯農社)를 조직하였고, 1933년에 윤치호 등은 중앙진흥회(中央振興會) 등을 조직하여 자력갱생과 미풍양속의 작흥(作興) 운동을 벌였다.
노동의 필요성에 대한 대안으로 그는 학생들에게 실업 교육을 추진했다. 1900년대 초, 윤치호는 한영서원(송도고등학교의 전신)을 지도하며 그는 실업교육의 필요성을 강조하였다. 그가 강조한 실업교육은 농업, 목축업, 원예업 등으로, 이론 보다는 생산업 위주의 교육을 강조하고, 졸업 후 소액의 자본으로 손쉽게 운영할 수 있는 것이었다. 그는 우선 자신의 장남 윤영선(尹永善)에게 농업과 목축업을 가르쳐 개성에 목장 송고직을 운영케 하는 것으로 시범을 보였다.

### 공짜에 대한 비판
윤치호는 조선인들이 공짜를 좋아하는 것을 비판하였다. 그는 대가 없는 결과물은 없는 것이며, 자신이 노력하지 않고 얻는 대가를 좋아하는 것 철저히 버려야 될 것이라 판단했다. 공짜를 좋아하는 조선인들의 심리 역시 타인에게 의존하는 의타심을 불러오는 한 원인이라고 봤다.
윤치호는 1922년의 한 강연에서 "무엇보다도 상공업을 발달시켜야 하겠습니다. 세상만사가 돈 없이 되는 일이 없고, 먼저 육체의 생활을 유지 못하면 도덕도 지킬 수 없으니 상공업을 진흥시켜 실력을 길러야 하겠습니다."라며 상공업의 진흥과 육성을 비전으로 제시하였다.
그는 세상에 대가가 없는 결과물은 없다고 생각했다. 공짜를 바라는 것이 타인에게 의존하는 습성을 불러왔고, 이는 일본을 비난하면서도 일본에게 의존할 수밖에 없다고 봤다. 이런 사고방식을 버리기 전까지는 일본으로부터 독립할 수도 없고, 독립해도 '정신적인 독립'이 불가능하다고 전망했다.

## 독립운동에 관련된 시각
윤치호는 그를 찾아오는 독립운동가들에게 상당한 액수의 독립운동 자금을 지원해 주었다. 또한 미국에서 활동하는 이승만과 구미위원부나 상하이 임시정부에도 비정기적으로 자금을 전달했다. 그러나 그는 조선인 독립운동가들과 일정부분 거리를 두었다. 그는 다른 조선인들이 자발적으로 일본의 앞잡이가 되는 것을 보고 독립이 불가능하다 판단, 독립운동을 조선의 백성들에게 유해한 것으로 규정했다.
도덕적 독립, 지적 독립, 의식 수준의 독립이 전제되지 않는 한, 정치적 독립은 쓸모 없는 것이라고 판단하고 "맹목적인 독립운동이 아니라 실력을 키워 지적·경제적인 부분의 향상을 통하여 일본인들에게 받는 민족적 차별을 철폐"하자는 것이 그의 지론이었다. 자금력과 경제력, 지식, 기술 능력 등의 실력을 양성하여 한국인의 수준을 일본인이나 서구 시민들과 비슷한 수준으로 민도를 올린 뒤에나 독립운동의 가부여부를 결정하자는 것이었다.
농경지를 매입해서 그 땅이 일본인들 손에 넘어가는걸 막는 사람이야말로, 그 땅을 팔아서 독립운동 자금을 대주는 이보다 더 현명한 애국자다. 가난한 소년을 그의 아버지보다 더 똑똑하게 만들려고 학교에 보내는 사람이야말로, 정치적 소요를 위해 학생들을 선동하는 이보다 더 많이 기여하는 것이다. 오도(誤導)된 사람을 성실한 종교적 삶으로 인도하는 사람이야말로, 우매한 민중에게 '만세'를 부르도록 만들어 감옥으로 가게 하는 이보다 조선 민족에 훨씬 더 크게 기여하는 것이다. 지금은 조선인들이 배우며 기다릴 때다.— 윤치호일기, 1920년 6월 5일자

그는 땅을 팔아 독립자금으로 주고 자신과 자손들은 굶어 죽는자 보다 조상 대대로 물려 온 자기 땅을 일본인들로부터 지키고 일본 자본, 기타 외국 자본의 침투를 막는 것이 민족을 위하는 길이라고 훈시했다. 더불어 젊은이들에게 양질의 교육을 시키는 사람이 진정한 애국자라고 보았다.
그는 토지에서 식량이 생산되고, 고기 역시 토지에서 나는 곡물을 먹여서 키운다고 봤다. 경제적인 기반이 사라진다면 영원히 그 경제력을 가진 자에게 종속될 수 밖에 없다, 종속되지 않더라도 굶어 죽거나 오래 버티지 못한다는 것이다. 따라서 그는 농업, 제약, 방제, 건축, 기계 등의 기술과 영어, 일본어 등의 어학을 학생들에게 가르칠 것을 호소하였다.
그 자신도 이러한 신념대로 한영서원을 통해 기술, 농업을 가르치고, 송도목장을 통해 우유를 생산하고, 학교 내부 공장을 통해 직물인 송고직을 생산하여 이를 해외에 수출하기도 했다. 실업계 학과 학생들 중 성적이 우수한 학생들은 1~2년 과정의 영어, 일본어 교육을 추가로 더 시킨 뒤 일본이나 미국으로 유학보내고 그 학비와 생활비는 전적으로 윤치호 자신이 모두 부담하였다. 또한, 차미리사의 여자 실업교육을 높이 평가, 자신의 학교에 실업학과를 개설, 여학생들에게 농업, 건축 등의 기술을 가르치는 차미리사를 적극적으로 지원해 주었다.
| “ | 여기에 두 명의 조선인이 있다. 한 명은 자기 논이나 상점에서 열심히 일하면서 자기 가족을 편안하게 부양하고, 주변 사람들도 도와 가면서 성실하게 살아간다. 하지만 그는 만세를 부르고 다니지는 않는다. 다른 한명은 도박꾼에다가 난봉꾼이다. 그는 방탕한 생활로 아버지에게 물려받은 재산을 탕진한다. 하지만 그는 시도 때도 없이 만세를 부른다. 두 사람 중 어느 쪽이 진정한 애국자일까? | ” |

그는 독립운동을 하는 자와 자기 삶을 성실하게 사는 이 중 어느 쪽이 진정한 애국자인가 질문을 남기기도 했다. 억지로 강요하는 애국심은 개인의 자유와 권리를 말살하는 비인간적인 강요라고 평가했다. 이는 그가 유교의 일방적인 충효예를 비판한 것과도 연결된다.
또 그는 독립운동이나 실력양성 이전에 의식이 개혁되고 계몽되어야 한다고 봤다. 위생적 불결함, 게으름, 속임수와 술수, 요령 등이 판치는 조선의 현재 수준에서 독립한다 해도 그 독립을 제대로 유지하지 못할 것이며, 필시 다른 외세가 침략해 들어올 것이라고 봤다. 그는 조선인이 독립이나 실력 이전에 필요한 것은 인간성과 국민성의 변화라고 봤다.
윤치호는 도덕적인 독립이 전제되지 않는 한 정치적 독립은 쓸모 없는 것이라고 판단하고, 조선인들에게 가장 시급한 것은 독립운동이 아니라 개개인의 인격수양에 의한 민족성 개조, 즉 성실, 정직, 신용, 공공정신, 노동존중 정신 등의 덕목을 함양해 민족성을 변화시키는 것이라고 믿어 의심치 않았다.
그러나 동시에 그는 개인적으로 대한민국 임시정부와 수시로 연락하였고, 이시영, 김규식, 안창호, 이승만 등과 비밀리에 교류하였으며 그들에게 자금을 송금해주기도 하였다. 적극적인 독립운동에 참여하기는 거부하였지만 그는 임시정부를 조선총독부에 한번도 밀고하지 않았다. 8·15 광복이 될 때까지 임시정부의 존재를 누구에게도 비밀로 하였다. 자신의 가족들에게 조차도 이승만, 안창호 등 온건파들에 대한 지원 조차도 비밀로 부쳤다.

### 무장투쟁론에 대한 비판
또한 무장투쟁론에 대하여 그는 비판을 가하였다. 그는 아무런 실력을 갖추지 않고 무조건 돌격하라는 것은, 젊은이들에게 죽으라고 강요하는 것과 다를바 없다며 비판했다. 윤치호는 임시정부나 기타 단체에서 보낸 밀정에게 자금을 지원하면서도 그는 "안중근의 이토 히로부미 암살이 한일 합방을 더욱 촉진시켰다." 고 평가하기도 했다.
| “ | 에비슨 박사의 말에 따르면, 어떤 얼간이들이 사이토 제독에게 폭탄을 던졌는데 그를 빗나간 폭탄으로 인해 수명의 구경꾼들이 부상을 당했다고 한다. 난 이 얘기를 듣고 소스라치게 놀랐다. 참말이지 애통한 일이다. 조선인들은 이토 히로부미의 암살이 한일 병합을 재촉했다는 걸 잊었단 말인가. 바보들 같으니. | ” |

강우규의 거사에도 상당히 부정적인 시각을 드러냈다. 1919년 9월 2일, 경성역에서 강우규의 투탄으로 37명의 일본인 및 친일 고관이 사상자가 발생했다. 그러나 37명과는 관계 없는 일반 구경꾼과 시민들이 부상을 당하기도 했다. 윤치호는 에비슨 박사로부터 강우규 사건 소식을 전달받은 뒤, 그 당시 민간인 부상자가 난 점을 지적하며 질타하였다. 그에 의하면 안중근의 이토 히로부미 암살 사건이 정한론을 외치는 일본 강경파들의 목소리에 힘을 실어 주었다는 것이며, 이같은 행위 역시 일본내 조선인 학살을 주장하는 세력의 입지만 강화시키는 짓 밖에는 되지 않는다는 것이었다.
그는 또, 독립운동 단체들의 주요인사가 직접 오지 않고, 청년 대원이나 학생들을 시켜서 자금을 받아가는 것을 두고도, 자신들은 안전한 곳에 있으면서 타인만 위험에 빠뜨리려 든다며, 비겁한 행동이라고 비판을 가하였다. 윤치호는 무장독립투쟁이 순간적으로는 울분을 해소해 줄 수는 있겠지만, 일본이나 조선총독부 당국은 조선인들을 더욱 부정적으로 보게 될 것이며, 증거가 있건 없건 관계없이 주동자를 색출한다는 명목으로 조선인들에 대한 탄압과 학살을 한층 강화하게 만드는 원인이라고 봤다.
이처럼 윤치호는 "애국심은 언제나 많은 건달들의 마지막 피난처다."라고 새뮤얼 존슨의 말을 인용하여 애국심만 갖고 있다면 모든 것을 정당화하는 것에 대해서도 경계하였다. 그는 애국심을 빙자하여 인간성을 말살시킨다던가, 애국심을 빙자하여 폭력을 행사하는 행위가 빈번해진다며 이는 일종의 명분에 불과하다고 했다.

### 외교독립론에 대한 비판
그는 외교론을 통한 외교독립론과 같은 독립운동에도 회의적이었다. 그는 '한국인들 스스로 짚신이나 옷 한벌 만들줄 모르면서 어떻게 정치를 스스로 하기를 바라는가'라며 독립운동에 비판을 하기도 했다. 그는 외교를 통해 독립을 달성할 수 있다며 그를 설득하려는 이승만, 김규식에게 미국이 자국에 이익이 되지 않는다면 한국의 독립을 도와줄 이유가 없다며 반박하였다. 또한 국제사회의 이상을 확신하며 그를 설득하려던 송진우와 김성수를 논파하여 되돌려보내기도 했다.
3·1 운동 발발 직전 윤치호는 해외로 나가 구미 열강을 상대로 외교운동을 추진해달라는 최남선, 송진우, 신흥우 등의 요청을 거부했다.
1920년대 초에 한국을 방문한 미국 의원 시찰단에게 한국의 독립을 호소하자는 주장에 회의적이었으며, 그 자신은 미국 의원들과 한국인 대표들과의 통역을 하였지만, 스스로 "그러한 노력들이 모두 '부질없는 짓'이다"라고 일축했다. 설령 미국인들이 한국인들을 동정하더라도 동아일보 등지에서 언급하는 미·일 전쟁과 같은 상황은 일어나지 않을 것이라고 생각했다. 그에 의하면 '미국이 한국인의 처지에 동정한다 하더라도 자국의 이익에 도움이 되지도 않을 일본과의 전쟁을 감행할 이유가 없다'라고 판단하였다. 윤치호는 미국인들에 대해, '미국인들이 몽상가들이 아니라고 평가했다. 미국이나 다른 국가들이 아무 이해관계 없이 한국을 지지하거나 한국의 독립을 순순히 도와줄 리는 없다는 것이 그의 생각이었다.

## 정의, 도덕에 대한 관점
그는 정의와 도덕은 어디까지나 믿음이고 어느 정도만 가능할 뿐, 현실에서는 정의와 도덕의 실현은 불가능하다고 내다봤다. 망상가들의 믿음과 달리 인간사회는 계산적이고, 이해타산적이며 냉혹한 곳이라는 결론을 내린다. 그에 의하면 이론적으로라면 인디언이 미국에서 독립적으로 살아가도록 놔두는 것이 정의로운 일이다. 그러나 백인들이 북아메리카에 와서 인디언들의 황량한 사냥터를 인류 역사상 부강하고 강성한 공화국의 하나로 변모시켰다는게 엄연한 사실인 이상, 세상 사람들은 이 이론이라는 것을 바람에 기꺼이 날려버릴 것 이라고 봤다. 그는 정의로운 척, 도덕적인 척하는 사람들에게 심한 경멸을 보이기도 했다.
| “ | 인간의 본성은 어디나 누구나 다 똑같다. 다르기를 기대한다는 건 순전히 망상에 불과하다. 그래서 언제나 약하고 호전적이지 못한 국가가 강대국, 대신 욕을 먹고 곤경을 당하기 마련이다. | ” |

그는 개인과 개인간의 관계 역시 국가와 국가간의 관계와 비슷한 룰이 적용된다고 결론지었다. 그는 인간의 본성은 다 똑같으며 수단과 방법이 있고, 없고의 차이만 있을 뿐이라는 결론을 내린다. 따라서 강력하고 엄격한 법만이 인간을 다스릴 수 있는 효율적인 수단으로 봤다. 결국 그는 총체적인 회의론자로 변해간다.
그는 일부 망상가 지식인들의 바램과는 달리 대부분의 사람들은 자신의 현실적인 이익을 위해서라면 정의와 도덕은 가뿐히 던져버릴 수 있는 사람들이 대부분이라고 내다봤다. 따라서 민중이 선량한 존재라는 일부 지식인들의 견해에도 반대 의사를 표시했다. 그는 정의와 도덕, 예의가 강물처럼 흐르는 사회를 말하는 자들은 본심을 숨기고 정의와 도덕, 예의를 빌미로 폭력을 행사하려는 위험한 인물들이라 봤다. 

### 정의 사회에 대한 의문
윤치호는 이상 사회와 현실 사회와의 괴리, 기독교적 사랑의 윤리와 진화론적 우승열패론 사이의 모순 속에서 심각한 갈등을 느꼈다. 그는 이 세상에 정의가 존재하는가에 대한 의문을 갖게 된다. 그리고 미국 유학을 다녀온 뒤, 힘이 곧 정의라는 결론에 도달하게 된다.
그는 종종 종교에서 말하는 신의 사랑을 의심하였다.

그는 '만약 하느님이 정의롭고 선하다면, 어떻게 온갖 불의와 죄악을 범하는 왕들과 황제들 그리고 다른 개인들과 국가들을 용납하거나 심판치 않고 놓아두는가?'라고 절규하였다. 공적으로는 왕들, 황제들, 군주들, 그리고 각종 공직자와 벼슬아치들이 백성에게, 가정에서의 부모가 자녀에게, 형제자매가 다른 형제자매에게, 그리고 상대적인 강자들, 그리고 강대국이 약소국에게 하는 폭력을 왜 반드시 벌주지 않고 가만 두느냐는 것이었다. 이 의문은 평생 그를 따라다녔다.
| “ | 태고적부터 현재와 미래까지 만연했고, 지금도 만연해 있으며, 앞으로도 만연할 부정과 불의와 사악함에 대하여 읽고, 보고, 들을 때면, 나의 좁은 마음은 영어로 신(God)이라 불리는 존재의 정의와 사랑에 대해 의문을 제기하지 않을 수 없다. 왕이나 황제가 관찰사나 대신들이 자신의 백성들을 상대로 저지르는 불의나 잔학 행위를 무관심하게 지켜보는 것에 대해서 어떻게 생각하는가? 만약 내가 나의 신하들이 내 관할 아래의 마을 주민들을 때리고, 약탈하고, 살해하도록 허락한다면, 모든 사람들이 나를 비난할 것이다. 그리고 만약 내가 판사를 뇌물로 매수하지 않는다면, 대단한 것은 못되지만 법은 나의 신하들이 저지른 사악한 행동에 대해 나에게 책임을 물을 것이다. 만약 하나님이 공정하고 훌륭하다면 왜 왕이나 황제, 개인과 국가가 온갖 불의와 범죄를 저지르게 하며, 그들을 처벌하지 않도록 내버려 둔단 말인가? | ” |

그는 "요컨대 만일 하느님이 사랑과 연민이 없는 비정한 아버지가 아니라면, 특별히 한국에서 일반적으로는 세계에서 승리해 왔고, 승리하고 있는 아버지 하느님의 부정(父情)과, 더욱더 그 부성(父性)에 의혹을 품게 한다.", "약자가 강자의 먹이가 되는 냉혹한 법칙으로 세계가 천지창조되었을 때, 우리의 절대자 하나님은 약자의 이해문제를 고려했는지 의심스럽다."라고 하기도 했다. 이는 국가에서 정치인과 민중의 관계, 상급자와 하급자의 관계, 부모와 자녀의 관계, 시부모와 며느리의 관계가 과연 사랑과 애정으로 이루어진 관계인가에 대한 의문으로 확대되었다.
그는 결국 "이 세계를 실제로 현실적으로 지배하는 원리는 정의가 아니고 힘이다. 힘은 정의라는 것이 이 세계의 신이다."라고 결론 내린다. 현실사회에는 신의 정의는 존재하지 않고, 힘의 정의가 지배하는 사회로, 따라서 정의와 평화가 수립될 수 없는 죄악의 사회로 인식했다. 다만 국가에서만큼은 엄격하고 강력한 법만이 인간의 그러한 폭력성을 강제로 완화시킬 수 있다고 결론짓게 된다.
또 우월한 강자가 도덕적인 면에서도 어느정도 타락한 피지배 약자보다 더 낫기 때문에, 모든 경우에서 그런 것은 아니지면 '정의가 곧 힘'이라고도 보았다.
| “ | 국제적 또는 여러 인종 관계에서 ‘힘이 정의’인가? 그렇다고 나는 항상 생각해 왔다. 그러나 더 신중히 관찰해 본 후 나는 이에 관한 이전의 나의 견해를 수정한다. 어떤 민족이나 인종을 다른 민족이나 인종이 정복하면 정복당한 인종이 도덕, 종교, 그리고 지식 면에서 더 우수하여 정복자보다도 더 정의롭다면 ‘힘이 정의’라고 말할 수 없기 때문이다. 영국 지배하의 인도와 영국 정복 이전의 인도인들의 여러 정부들과 비교해 보라. 미국이 인디언들의 지배 아래나 위에 있을 때보다 앵글로 색슨족이 장악할 때 더 좋지 않는가? 정말 어떤 인종이 다른 인종을 지배한 어느 경우만을 이야기하기가 곤란하다. 그러나 우리는 더 강한 인종이 도덕, 종교, 정치에 있어서 더 약한 인종보다 항상 더 우수하고 덜 타락되었다는 사실을 발견하게 된다. 그래서 우리는 힘이 정의를 이긴 듯해도 사실은 상대적으로 더 정의롭지 못한 인종을 상대적으로(나는 절대라고 말하지 않는다.) 더 정의로운 인종이 승리했다는 것을 보게 된다. 그래서 결국 여러 인종 사이의 관계에서는 물론 이와 다른 예외가 있겠으나 정의가 힘이다. | ” |

### 성악설
윤치호는 인간이 만물의 영장이라고 주장하는 목사의 설교나 인문학자들의 강의에 전혀 공감하지 않았다. 인간이 만물의 영장이고 신통한 존재라면 왜 수시로 범죄와 폭력을 자행하느냐는 것이 그의 반문이었다. 그는 사람이 돼지를 지저분하다 하면서도 사람은 겉모양만 청결할 뿐, 돼지보다도 더 지저분한 행동을 자행한다고 하였다. 그러면서도 부끄러움을 모르고 자기합리화를 시킨다 하였다.
| “ | 인간에게 종교를 줘봐라. 자기와 견해를 달리하는 이들을 죽이는 명분으로 삼을 것이다. 회교도와 기독교도, 힌두교도와 회교도 간의 살육을 보면 알 것이다. 인간에게 과학을 줘봐라. 인체에 치명적인 독가스와 폭탄을 발명할 것이다. 인간에게 사회주의를 줘봐라. 지상 천지를 볼셰비즘의 지옥으로 만들 것이다. | ” |

윤치호는 인간이란 본질적으로 사악하고 이기적인 존재라고 보았다. 그는 성악설의 철저한 신봉자였다. 인간은 하얗건, 노랗건, 빨갛건, 흑인이건 모두가 똑같은 존재들이었다. 그는 약자라고 해서 특별히 선량한 것은 아니라고 봤다. 하녀와 머슴을 구박하는 자신의 셋째 부인 백매려, 며느리를 구박하는 집안의 친척들을 보면서 그는 인간은 사악한 존재임을 확신하게 된다. 그는 자식에 대한 과도한 애정과 집착 역시 이기심의 연장으로 파악했다.
윤치호는 토마스 홉스(Thomas Hobbe)의 '나는 인간을 믿는다. 인간의 본성을 믿기 때문이다. 본래 인간의 본성은 선하다.'라는 그의 말을 들며 그를 존경해 마지 않으며, 그의 낙관주의가 부럽기까지 하다고 했다. 그는 '하루가 멀다하고 우리 집안 여자들의 잔인하고, 허영심 많고, 더할나위 없이 이기적인 모습을 보노라면, 또 자기에게 은혜를 베푼 사람을 배신하는 온갖 유형의 남자들에게 속고 있는 꼴을 보노라면, 그리고 국가간 민족간의 극심한 이기심, 비열함, 무자비함을 보고 있노라면 성선설을 도저히 믿을 수 없다'고 했다. 오히려 고생하는 하녀를 구박하는 아내를 질타하며 하녀와 머슴들의 편을 들기도 했다. 그는 맹자가 인간이 본래 선한 존재라고 말하면서도 역성혁명론을 내세운 점도 주목하였다.
윤치호는 늘 조선 사람들은 나는 할 짓, 못할 짓 다 하면서도 남은 착하고 선량한 사람이기를 기대한다고 하였다. 그리고 그 기대를 저버리면 비난을 가하거나 험담을 한다고 했다. 또 그는 자신은 늑대로 남기를 바라면서도 다른 사람은 순진한 양이기를 바란다고 하였다. 결국 그는 폭력과 압제를 행하는 동포의 정부보다는 다소 관대한 처분을 내리는 이민족의 통치가 낫다는 결론에 이르게 된다.
그는 미국 기독교의 목사나 장로들이 흑인들을 박멸해야 한다고 말하면서도, 미국이 선교사를 보내는 것을 지적하며 "아프리카 흑인들에게 사랑의 복음을 전하려고 선교사들을 보낸다. 속으로는 흑인들이 멸종하기를 바라면서"라며 인간은 대단히 야비한 짐승이라는 결론을 내린다. 그는 '인간의 본성은 악한 것임에 틀림없다.'고 봤다.

### 적자생존설과 사회진화론
윤치호는 사회진화론과 적자생존설을 신봉하였다. 인간 세상에 적용되는 것은 강자가 약자를 집어삼킨다는 논리이며 도덕과 정의, 관습은 교묘하게 그런 것을 합리화시키는 수단으로 보았다. 그는 경찰, 법정, 감옥, 기타 여러 유형의 종교적, 사회적 억제책과 같은 다양한 강제 수단에 의해서만이 도덕의 근본요소들이 인간들 사이에서 힘을 발휘한다고 보았다. 이러한 억제 장치들을 제거하고 나면 어떤 공동체에 속해있건간에 모든 개인은 곧장 정글의 법칙으로 되돌아갈 것이라고 내다봤다.
윤치호는 사회를 유지하는 것은 인간의 공포감이라고 판단했다. 그는 개인들이 두려움 때문에 착실하게 행동한다고 봤다. 따라서 그는 평등하면서도 엄격한 법률이 적용되는 법치주의 사회의 구현이 필요하다고 보았다. 그러나 엄격한 규율은 한 국가, 민족 내에서나 가능한 것이며 국가대 국가 사이에서는 불가능하다고 보았다.
정의와 도덕은 피해자, 패배자들의 믿음에 불과하고 현실은 악과 술수가 판치는 사회라고 규정했다. 그는 인간에게는 호전적인 본능이 있어서 인간 세계에서 전쟁과 싸움은 결코 중단되지 않을 것이라는 인식과, 인간은 천성적으로 악하다고 인식하였다. 그는 호전성이 강한 민족이 저항 능력이 없는 민족을 멸시하고, 압박하고, 차별하는 것은 중력의 법칙만큼 보편적인 성질의 법칙이라고 단언하고, 인간에게 호전적인 본능이 있는 한, 또 인간성이 악한 상황에서는 지구상에 평화는 있을 수 없다고 확신했다.

## 외국관

### 미국적 가치에 대해
윤치호는 자기 자신을 "사상과 신념 차원에서 미국인보다 더 미국적인 사람"으로 규정하고, 문명의 최상을 구가하는 앵글로 색슨 인종의 용기·담력·근면성 등을 극구 찬양하였다. 또 미국의 사상 중에 깊이 공감한 것은 자신들의 대표자, 대리인을 선거로 선발한다는 것과, 노력한 만큼의 대가만 받아야 된다는 청교도적 가치관이 사회 저변에 확산되어 있었다는 것과, 신분 제도가 존재하지 않는다는 것, 가치의 상대성을 존중하거나 방관하는 자유주의적인 가치관 등이었다. 한편 인디언 학살에 대해서는 미국 측을 지지하는 입장을 보였다.
미국인이 조선에서 전개한 기독교 선교 사업을 "조선의 문명화를 위한 필수적인 부분"이라고 높이 평가하여 적극 협력하였다. 그는 유교를 대안할 이념으로 미국과 유럽의 민권사상 및 기독교 정신과 신앙을 제시하였으나 이를 절대적으로 맹신하지는 않았다. 교조적이고 맹목적인 믿음은 인간의 이성과 정신을 병들게 한다고 봤다.

### 일본에 대한 입장

#### 황인종의 롤모델
윤치호는 러일전쟁에서 러시아의 조선 침략 가능성을 보고 비판하였다. 그러나 러일 전쟁에서 일본이 승리하자 일본을 축하하기도 했다. 일제 강점기 후반으로 가면서 그는 일본의 조선 침략에서 백인의 아시아, 아프리카 침략으로 확대시키고 제2차 세계 대전을 인종 대 인종의 싸움으로 규정하였다. 후일 박노자는 '백인 인종주의에 상처받아 만신창이가 되었을 그의 마음 상태'를 지적하기도 했다.
윤치호 등은 서구의 제국주의를 비난했다. 특히 윤치호는 황인종이 실천에 옮길 수 있었던 유일한 반항은 일본 중심의 아시아인 연대론에 동참해 백인종과 '인종적 대결'을 벌이는 것이라 주장했다. 개화기에는 "지구의 천당인 일본에서 인종 차별을 당하지 않고 살고 싶다."는 개인적인 희망을 품었다. 이것이 러일 전쟁 때는 백인종 러시아에 대한 황인종 일본의 승리에 대한 기쁨으로 바뀌게 된다. 이것은 안중근의 동양평화론과 같이 1900년대 그 당시를 풍미했던 대세적 흐름이었으며, 국제적으로도 다른 여타 피식민지인들에게 크나큰 충격을 주었다.
박노자는 이 황인종 연대론이 일제 말기 "소신 친일"하게 된 윤치호의 이념적 근거가 됐다고 봤다. 윤치호는 1896년, 민영환의 사절단의 통역원으로 러시아 방문 당시 러시아의 군사력이 우월한 것을 목격한바 있었다. 그는 일본이 러시아를 꺾은 것을 보고 황인종이 백인종을 이길 수 있는 발판을 마련했다, 황인종도 백인종을 이길수 있다는 사례를 제시했다고 평가했다.

### 반중 정서
중국에 대해서는 비판적인 자세를 보였다. 이를 박노자는 '중국 멸시론'이라 규정하고 '시간이 갈수록 그의 이러한 중국 멸시론은 심해지기만 했다.'고 평가했다. 그에 의하면 중국인을 묘사하기를, 그는 "청결과 정직에 있어서 중국인을 믿는 것보다는, 천문학과 지질학에 있어서 돼지를 믿겠다.", "입만 벌이면 개똥과 같은 더러운 냄새가 나고, 이빨을 닦지 않고 허풍떨고 떠들어대는 것만 좋아하고 게으르고 무의미한 고전이나 시가(浮文)만 잘 읽는" 중국인들이라며 부정적으로 평가하며, 반감을 표했다.

## 인종 문제
소년기에 그는 일본보다도 서양에 더 관심이 많았다. 그러나 윤치호는 서구 인권 사상을 수용하면서도, 백인종에 대한 거부감과 백인 우월주의에 대한 적대감을 암암리에 드러냈다. 그러나 동시에 한편으로는 미국과 서양의 선진 문물을 높이 평가하기도 했다. 그는 앵글로 색슨족의 발전은 성실과 정직이라는 덕목에서 비롯되었다고 평가하고, 그들이 세상에서 가장 분별있는 편인 민족이라고 보았다. 그들이 합리적이고 냉철한 판단력을 겸비했기 때문에 동양인이나 흑인보다 우수한 문명과 합리적 선택을 이룩할 수 있었다고 평가하였다.
미국이나 유럽의 약소 민족에 대한 침략성을 인식하였고 백인들의 유색 인종에 대한 인종 차별에 분노하면서도, 그는 사회진화론에 입각해 이것을 어디까지나 강자의 당연한 도리내지는 어쩔 수 없는 현상으로 파악하였다. 따라서 '이 세상에는 힘이 곧 정의이고, 이길 힘이 없다면 떠들지도 말아야 한다'는 생각을 피력하기도 했다.
흑인에 대해서는 1893년 2월 17일자 일기에 '(아프리카인들이 미국에 끌려와) 영어를 배운 것만으로도 그들의 노예 생활에 대해 충분히 보상받은 것이다.'라고 주장하기도 했다. 
| “ | 인도주의ㆍ문명ㆍ도덕ㆍ자유 등을 구가하는 강대국—기독교 국가—간에서 자행되는 노예제도ㆍ아편무역ㆍ주류밀수 등 죄악은 모두 혹독히 비판받아야 한다. 그것도 그 나라들의 문명 정도에 비례하여 비판되어야 한다. 강대국들의 이러한 범죄는 요즈음 자비로우신 하나님께 대한 나의 신앙에 혼란을 가져오고 있다. 공정하신 하나님께서 어찌 어떤 민족은 약하게 그리고 다른 민족은 강하게 만드셔서 후자가 전자를 못살게 굴 수 있도록 만드셨을까? 혹자는 하나님이 그렇게 창조하신 것은 아니라고 강변할지 모른다. 그렇지만 역사와 사실을 잘 살펴보면 이야기는 다르다. 적도(赤道)의 불볕 아래에나 한대(寒帶)에는 강건한 민족 혹은 국민이 도무지 없다. 뿐만 아니라 각 인종이 보유하는 정신적ㆍ육체적 능력에 현격한 차이가 있다. 왜 하나님은 모든 인종을 똑 같은 환경조건에 놓아두지 않으셨는가? 왜 하나님은 모든 인종에게 똑같은 체력과 지력을 허여하지 않으셨나? 이러한 질문에 답하기 힘들다. 나의 신앙이 이러한 의문들 때문에 흔들려서는 안되겠다. | ” |
|   | — 윤치호, 『윤치호일기』 1889년 12월 23일자 |   |

윤치호는 미국 사회 내 백인들의 극심한 인종 차별주의에 분개하면서도 그는 흑인들 중 깨인 인사가 나타난다면 백인들의 오만한 인종차별을 극복하는 것은 시간 문제라고 생각하였다. 그리하여 그는 흑인들이 장차 차별적 대우나 굴레에서 벗어날 수 있을 것이라고 전망한 것과는 반대로 조선 체제에 대해서는 가망성을 보지 못했다. 흑인들 중 깨인 인사, 배우려는 자들이 나타나는 반면에, 깨이기를 거부하고 부패한 사회인 줄 알면서도 현재의 틀에 안주하려는 조선인들의 태도는 경멸과 증오, 혐오의 대상이 되었다. 그는 조선 체제를 세종대왕을 제외하고는 부패하거나 타락한 암군들 투성이라고 봤다.

## 일본 제국주의에 대한 비판
일제 시기 내내 그는 친일파들이 말하는 일제의 혜택론을 반박하였다. 그에 의하면 '조선에 충만한 것은 천황의 은혜가 아니라, 천황의 악의이다.'라며 일본 천황의 은혜 덕에 조선이 개화가 되었다는 주장을 반박하였으며 1938년, 수양동우회 사건과 흥업구락부 사건, 청구구락부 사건으로 궁지에 몰리기 전까지 그는 공공연히 일본 통치자들이 조선인 개인의 권리를 억압하는 것과, 특히 토지 정책과 조세 정책을 중심으로한 일제의 경제 정책, 모든 부문에서 관행처럼 이루어지고 있던 민족차별 정책에 대해 몹시 분개하고 있었다.
또 일본인들의 상냥함과 친절함에 대해서도 의문을 제기했다. 어느 미국인이 윤치호에게 매사에 상냥, 친절한 일본인을 가리켜 기모노를 입은 천사라고 하자 그는 "일본인들은 그들의 나라와 영국, 그리고 미국에서는 기모노를 입은 상냥한 천사들일지 모른다. 그러나 그들은 한국에서는 독사들이다."라고 반박했다.

### 식민지 근대화론에 대한 비판
조선총독부는 한국인들에게 일본의 식민 통치로 조선에 문명이 이식되었다고 주장했다. 그리고 조선총독부 설치 이후 설치된 각종 도로, 철도, 항구, 공장 산업 등을 예로 들었다. 그러나 윤치호는 일제가 조선을 문명화시킨 것은 일본을 위한 일이지 조선을 위한 일이 아니라고 했다.
그는 일제가 자본과 기술을 투자해 조선을 개발, 곧 근대화시키는 것이 조선과 조선인들보다는 일제와 일본인들에게 더 득이 된다는 사실을 정확히 깨닫고 있었다. 그는 일본인들이 철도 및 도로의 확장, 관개사업 및 조림사업의 진전 등을 자랑삼아 자기들이 조선에 은혜를 베풀고 있다고 선전하는 것에 대해, "당장 그 모든 시설이 파괴되고 제거되면 일본인들이 조선인들에 비해 적어도 100배 이상의 (경제적) 손해를 볼 것"이라고 반박했다. 어느날 그것이 없어진다 한들 경성에서 부산까지 가는데 사흘은 잡는 조선인들에게는 별로 불편할 것도, 손해볼 것도 없다고 했다.

### 획일주의에 대한 비판
1923년, 칙어실천회는 애국심 고취를 목적으로 메이지 천황과 노기 마레스케를 추모하는 전국적인 추모제를 기획했다. 그러나 윤치호는 "억지로 강요하는 애국심은 아무런 의미가 없다. 감수성이 예민한 조선 청년들에게 충성심과 애국심을 고취한다는 취지로 조선 각지에서 이 환등회를 거행하고 있다. 이 프로그램은 일본인들에게는 유용할 것이다. 하지만 조선인들에게는 아무런 의미가 없다."고 봤다.
1940년 1월, 조선총독부 총독 미나미 지로는 창씨개명을 억지로 강요하지 않는다면서 창씨개명을 하면 감동적일 것이라며, 은연중에 창씨개명을 할 것을 권고했다. 그의 권고가 있자 총독에게 아부하려는 이들은 창씨개명을 주변에 강요하고 다녔다. 윤치호는 이를 비판적으로 봤다.
그는 조선총독부와 일제가 강요하는 애국심에 대해서도 상당히 비판적이었고, 이들이 비이성적이라는 결론을 내린다. "관공서와 민간인 사무실을 불문하고 모든 사무실이, 심지어 병원들 까지도 다이쇼 천황의 장례식에 조의를 표하고자 문을 닫았다. 겨우 천황이 땅에 묻히는 일 때문에 이틀 내내 현대적 삶의 작동이 꽁꽁 묶인다는 건, 전 민족의 상식과 지성에 대한 모독이 아닐 수 없다."라는 것이다.
| “ | 조선의 모든 것을 일본화하도록 강요하는 이 열병이 꽤나 부질없고 어리석은 처사라고 생각한다. 다양성이야 말로 삶을 풍요롭게 하는 양념 같은 것이다. 일본이 열망하는 대제국은 당연히 다민족으로 구성되어야만 한다. 다민족 구성원들에게 모든 점에서 똑같아지라고 강요하는 건 불가능하고 어리석은 정책이랄 수 밖에 없다. | ” |

그는 한 국가나 사회에 다양한 인종이 구성원으로서 살 수 있고 또 그러한 자유가 보장되어야 하며, 그 다양한 인종이 법을 어기지 않는 범위 내에서는 자율성을 존중해주어야 한다고 역설했다.

## 친일파에 대한 반감
을사오적과 정미칠적을 규탄하면서도 이완용을 가장 경멸하고 혐오했다. 이는 이완용이 당초에는 독립협회의 회원으로 계몽운동에 동참했다가 적극적인 친일파로 돌변한 것에 대한 분노였다.
| “ | 이완용 백작이 후작으로, 송병준 자작이 백작으로 특승(特陞)되었다. 일본 정부는 자국에 충직하게 봉사하기만 하면 후한 보상을 받는다는 걸 조선인들에게 환기시키려는 것 같다. 하지만 이 매국노들이 보상받을 때마다 조선인들은 이들의 야비함과 조선 민족의 애처로운 현실을 상기하게 된다. 두 명의 가증스러운 인간들의 탐욕과 허영심을 만족시켜주려고, 1,700만 조선인들에게는 수치심과 참담한 심경을 안겨준다는게 현명한 정책일 리가 없다. | ” |

윤치호는 이완용과 송병준을 가리켜 '가증스러운 인간들'이며 '허영심을 가진 자들'이라고 지목했다. 동시에 이들이 이런 저런 감투와 시민사회 단체의 고위직, 공기업의 고위직을 받는 것을 '조선 민족의 애처로운 현실'에 비유하였다.

## 파시즘에 대한 인식
윤치호는 한때 이탈리아의 베니토 무솔리니를 위대하고 훌륭한 사람으로 여겨 존경했다. 이유는 볼셰비즘으로부터 이탈리아를 구했고, 자기 나라를 당당한 유럽 강대국의 일원으로 만들었다는 것이다. 그는 무솔리니의 자서전을 읽고, "조선에도 무솔리니가 필요한데 무솔리니는 호전적인 민족에만 가능하므로 조선에서는 (그러한 지도자가 나오기) 어려울 것"이라고 한탄하기도 했다. 그러나 히틀러에 대해서는 비판을 가하였다. 히틀러에 대해서는 '망할 놈의 히틀러', '염병할 히틀러'라 하였으며, '히틀러가 가는 곳은 어김없이 지옥으로 변한다.'며 그를 경멸하였다.
1940년대 이후 무솔리니에 대한 지지를 철회하고 경멸로 바뀌게 된 것도 무솔리니가 히틀러를 지지했기 때문이었다. 그는 무솔리니의 실패를 예견하며 다음과 같이 일기에 기록하였다.
| “ | 그는 자기 능력과 시간을 자기 나라의 내적인 번영과 동북 아프리카에 있는 식민지들의 평화적인 개발에 바쳤더라면, 이탈리아는 20년안에 유럽에서 강성하고 영예로운 열강이 되었을 것이다. 그러나 그는 이탈리아를 제국주의 국가로 만들려는 흉악한 야망에 이끌려, 몬테니그로와 알바니아 같은 약소국들을 집어삼키는 약탈 행위를 시작했다. 그런데 이 모든건 이탈리아를 부강하게 만들지 못하고, 오히려 부채와 불행만을 안겨다 주었다. 내 생각에 그는 자기 보호의 필요성 때문에 기꺼이 염병할 히틀러의 노예가 되었고, 결국 이탈리아의 경제적 파산과 군사적 제약을 야기했다. | ” |

## 공산, 사회주의에 대한 부정적 인식
그는 한국의 첫 세대의 반공주의자(反共主意者)이기도 했다. 윤치호는 1920년대 공산·사회주의 사상이 조선에 본격적으로 국내에 소개될 무렵부터 접하였다. 그러나 그는 공산주의를 이룰수 없는 사상으로 간주함과 동시에 공산주의와 사회주의를 강하게 혐오하였다. 1943년 9월의 한 일기에서 무솔리니를 한때 존경했던 이유 역시 볼셰비즘(공산주의)의 창궐을 막았기 때문 이라 할 정도였다. 그는 공산주의를 약탈로 간주했다.
윤치호는 공산주의·사회주의와 유교를 모두 부정적으로 간주하였다. "유교는 구걸하는 것을 '용서할 만한 약점'으로 만들지만, 조선 버전의 볼셰비즘은 강도짓을 하는 것을 '무산자의 영광'으로 만들기 때문"이라는 것이다. 공산주의와 사회주의의 문제점으로 일방적인 평등, 분배를 지적했고 조선인의 의존적인 성향과 결합하여 부정적인 효과를 낼 것이라고 내다봤다.
윤치호는 공산주의와 사회주의 사상이 한반도에 유행, 창궐하는 내부적 이유를 다른 사람에게 의존하기 좋아하고, 공짜를 좋아하는 조선인의 기생주의 습성 때문이라고 지적했다. 그러나 윤치호는 여기에 더해 외부적으론 일본 제국의 정책이 조선 사람에게서 먹고 살 수단을 빼앗기 때문이기도 하다고 보았다. 그는 대중이 사실상의 기아 상태, 그리고 기아에 대한 공포로부터 벗어나지 않는 한, 볼셰비즘은 뿌리뽑히지 않을 것이라고 내다보았다.

## 사회관

### 지역감정에 대한 비판
한국인 독립운동가들 간의 지역 감정 역시 독립운동에 대한 부정적 인식을 갖게 하였다. 윤치호 일기 1933년 10월 4일자 내용에 따르면, "안창호는 윤치호에게 ‘일본인들은 최근의 적이지만 기호파는 500년간의 적이기에 먼저 기호파를 박멸하고 독립해야 한다’라고 했다. 그러자 여운형, 신흥우 등도 독립지사들과 함께 윤치호를 찾아가 서북파의 음모를 분쇄하기 위한 기호파 비밀결사를 제안하였다고 한다. 윤치호는 이를 자신의 일기에 기록으로 남겼고, 윤치호는 '안창호와 신흥우, 여운형 등을 비롯한 독립운동가들의 지역감정을 놓고, '지역감정 하나로만 봐도 조선은 일본으로부터 독립할 자격이 없다'라고 비난했다.
그러나, 안창호는 1932년 5월에 중국 상하이에서 일제 경찰에 체포되어 국내로 압송되었고 징역 4년형 선고받아 대전형무소에서 복역상태였기 때문에 안창호나 여운형등이 윤치호에게 찾아가 그런 제안을 했다는 것에는 시기가 불분명하다는 반론이 있어 논란의 여지가 있다.
윤치호는 1929년 3월 12일, 셋째 딸의 결혼 이후 그는 자신이 지역 감정의 희생물이 될 수도 있다고 생각했다. "내 딸 문희의 결혼식이 있었다. 이 결혼이 서울 명문가에서 평양 출신을 사위로 맞는 첫번째 사례이므로, 난 조롱과 비난의 표적이 될 것이다. 그러나 내가 현명했다는 것을 시간이 증명해줄 것이다." 이만큼 당시 조선 사회의 지역 감정은 극심했고, 충청남도 출신으로 기호 계열인 그가 서북 출신의 사위를 맞이하는 것을 두고 사람들의 이야깃거리로 회자화되기도 했다. 그는 서북출신인 사위를 두고 “내 평양 사위가 성공을 입증해 주었으면 좋겠다”라는 믿음을 갖고 있었고 서북파의 거두인 이광수와 허심탄회한 교분을 형성하기도 했다. 그러나 대학교수 겸 역사학자 황병주는 그의 논쟁은 지역감정의 밖을 사유하는 것이 아니라 그 안으로 휘어지는 결과를 초래했다는 부정적인 평가를 내리기도 했다.

### 학생들의 정치참여론
그는 학생들의 정치에 대한 관심 역시 부정적으로 봤다. 학생들은 학문을 배우고 자신의 무지함을 깨닫고 미래를 설계하는 것이 본분이지, 정치 문제 개입은 쓸데없는 짓이라고 봤다. 오히려 그렇게 정치에 열심히 뛰어든 학생들이 자신들이 기성 세대가 되면, 그 때의 젊은이들이 똑같은 짓을 할 것이 두려워 입학 시험이나 학교 교과목 공부 자체를 어렵게 만들도록 어떤 모종의 술수를 쓸 것이라고 내다봤다.
윤치호는 또한 동경에 있는 조선 유학생들의 99%가 철학, 정치학, 사회학 등에 "코를 묻고" 있는데, 그들의 "게으른 혓바닥을 굴리는데 사회주의는 참으로 이상적인 분야"라며 조롱조로 적고 있다. 학생들이 정치에 관여, 간섭하고, 정치인들에게 돌을 던지는 것은 자기들의 게으른 혓바닥을 굴리기 위한 수단이며, 그럴 시간에 공부를 한 번 더 하고, 전공 서적을 한 번 더 읽고, 영어책, 일본어책을 한번 더 보라고 지적했다.
| “ | 사람이 빵만 먹고 살 수는 없듯이, 어느 민족도 정치만 하며 살 수는 없다. 하지만 조선인들의 신조는 이렇다. '혼신의 힘을 다 해서 정치를 사랑하라!' 조선인들은 정치와 무관한 삶은 일고의 가치도 없는 삶이라고 여긴다. 그들이 교육을 받는 유일한 목적은 정치에 입문하는 것이다. 조선인들은 정치 이외에 다른 모든 것을 쉽게 무시해버린다. 그리고 물론 그들은 이것을 가리켜서 애국심이라고 부른다. | ” |

조선인들은 정치 이외에 다른 모든 것을 쉽게 무시해버린다며 정치가 아니더라도 사회에 기여할 수 있는 것은 많다고 호소하였다. 그는 정치와 출세 이외에 아무것도 가치를 두지 않는 조선인들의 문제점을 반복해서 지적하였다. 그는 노력을 기울이지 않고 막연하게 성공하겠다는 환상에 빠진 무기력한 젊은이들 역시 문제점으로 지적하였다.

### 여성주의에 대한 비판
만족은 의심할 바 없이 행복의 본질이다. 만족이 없는 인간, 특히 여성에게 삶은 지옥이다. 자신이 행하고 제공하는 모든 일에 불만족하고, 불만스러워 하는 사람(여성)은 자신 뿐 아니라 다른 사람도 비참하게 만든다.

나는 가끔 정내미가 떨어져서 불필요하게 “개 같은 자식”이라고 말하는 경우가 있다. 그러나 나는 이 말을 하기가 무섭게, 서둘러 그 상상의 개에게 용서를 구한다. 개처럼 착하고 충성스럽고 친절한 소수의 남성과 여성들이 있기 때문이다.

그러나 보통의 여성 또는 남성은 당신이 베푼 무수한 친절과 선한 봉사에 감사를 표시하지 않는다. 오히려 그들은 당신의 조금 진실하지 못하거나 불친절한 행동을 하면 저주를 퍼붓고 꾸짖는다. 이들(그 혹은 그녀)이 개보다 더 선하다고 할 수 있을까? 그러나 인본주의자들은 인간 본성이 동물의 왕국에서 가장 고상하다고 말한다!
윤치호는 박인덕, 나혜석 등의 이혼 사건이 발생할 때마다 박인덕과 나혜석의 선택은 개인의 취향이니 존중해야 된다고 역설하였다. 그는 유교의 가부장적인 질서를 비판했고, 남녀차별을 비인간적인 것으로 규정했으면서도 1920년대 도입되기 시작한 여성주의는 상당히 부정적으로 평가하였다. 윤치호는 공산주의자이자 여성주의자였던 허정숙을 평하기를 '그(허헌)의 전처 소생(허정숙)은 그에게 골칫거리만 안겨주는 존재라는게 입증되었다'고 비판하였다.
허정숙은 남편인 임원근(林元根)이 조선공산당사건으로 구속중이었을 때, 또다른 공산주의자인 송봉우(宋奉瑀)와 동거하는 등 자유분방한 남성 편력을 선보였을 뿐 아니라, 서대문형무소에 본인이 복역 중에 출산을 위해 한때 가출옥했다가 다시 투옥되어 많은 화제를 뿌렸다. 윤치호는 이를 질타하며 그가 허헌을 속썩이고 있다고 비토했다. 동시에 여성 해방을 주장하며 자유 연애를 하는 여성들 역시 가정을 파괴하고 타락을 부추기는 존재라고 봤다. 그는 사회주의 만큼이나 페미니즘을 유해한 사상으로 간주하였다.

## 같이 보기
- 윤치호